# Catedral de Toledo

Retaule de la Capilla Mayor

La Catedral de Santa María de Toledo, anomenada també Catedral Primada de Toledo, seu de l'Arxidiòcesi de Toledo, és un edifici considerat com el magnum opus, de l'estil gòtic a Espanya. Se la coneix popularment com la Dives Toletana (amb el sentit de la «rica toledana»).
La primera consagració documentada va ser dedicada a santa Maria i va tenir lloc l'any 587 en època del rei visigòtic Recared. Aquest temple primitiu va ser convertit en mesquita i, posteriorment, després de la conquesta de Toledo (1085) per Alfons VI, va ser novament utilitzat com a edifici cristià i així va romandre fins a la nova reconstrucció de l'edifici que va començar el 1226 sota el regnat de Ferran III el Sant. La gran obra culmina amb les últimes aportacions gòtiques, que daten del segle xv i que es donen per finalitzades el 1493, quan es van tancar les voltes dels peus de la nau central, ja en temps dels Reis Catòlics. Està construïda amb pedra blanca d'Olihuelas, material que es troba al terme d'Olías del Rey.
La construcció, com és natural, es va dur a terme sota la direcció de diversos mestres d'obres, des del primer del qual es té coneixement anomenat mestre Martín, seguit per Petrus Petri fins a arribar als que van acabar l'obra gòtica –Enrique Egas i Juan Guas–, tots ells recolzats per grans mecenes com van ser els arquebisbes-cardenals que va anar estar a la catedral des dels segles XVI al xviii. Cal destacar, entre d'altres, el cardenal Mendoza, el cardenal Cisneros, Juan Pardo de Tavera i Bernardo de Sandoval i Rojas.

## Història

### Orígens
Durant anys, la tradició oral contava que en aquest mateix lloc on es troba l'actual catedral hi va haver un primer temple de l'època de l'arquebisbe Eugeni. Aquest temple va ser consagrat per segona vegada l'any 587, després d'haver sofert algunes alteracions, com ho testimonia la inscripció apareguda al segle xvi que es conserva en el claustre: 
| « | En el nom del Senyor va ser consagrada l'Església de santa Maria en catòlic, el dia primer dels idus d'abril, a l'any feliçment primer del regnat del nostre gloriós rei Flavi Recared, Era 625 [13 d'abril de 587.] | » |

La ciutat havia estat seu bisbal de la Hispània visigòtica. Els nombrosos Concilis de Toledo donen fe del seu important passat eclesiàstic. També l'abjuració de l'arrianisme per part de Recared va tenir lloc Toledo. La invasió musulmana no va eliminar del tot l'empremta cristiana i el bisbat es va traslladar a l'església de santa Maria de Alfizén.
Es creu que l'edifici bisbal visigòtic va ser convertit en la Mezquita Mayor de Toledo. Alguns investigadors apunten que la sala d'oració de la mesquita es correspon amb el cos de les cinc naus de l'actual catedral; el «sahn» (o pati) coincidiria amb una part de l'actual claustre i de la capella de sant Pere, i el minaret amb la torre de les campanes. A les dades arqueològiques actuals és possible observar alguns vestigis de la construcció musulmana. Així, existeix una columna islàmica encastada dins de la capella de santa Llúcia, i els fusts marmoris que guarneixen l'exterior del cor són un aprofitament d'una antiga construcció musulmana. També els arcs entrecreuats d'estil califal que hi ha al trifori de la capella major i al de la girola, coincideixen amb la tradició constructora musulmana de Còrdova, encara que evidentment la seva estructura és ja de traçat cristià.

### La catedral d'Alfons VI

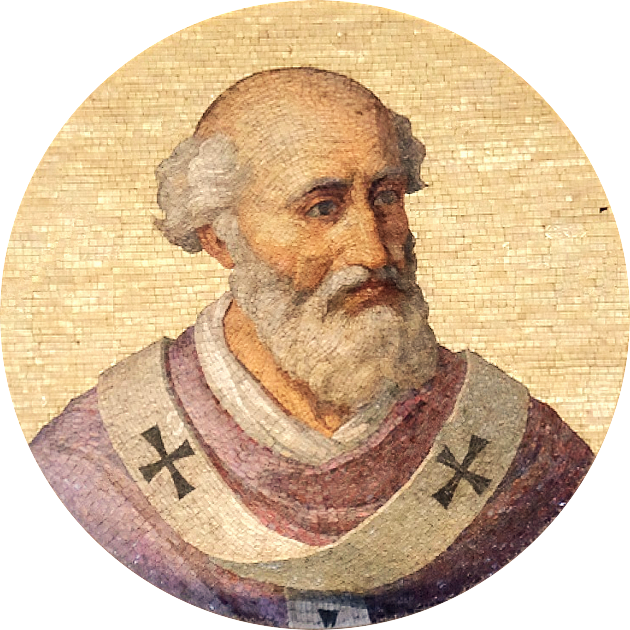
Urbà II, mitjançant la butlla Cunctis Sanctorum, va reconèixer la condició de «primada» a la catedral i diòcesi de Toledo.

La ciutat de Toledo va ser conquerida per Alfons VI de Lleó el 1085. Un dels punts pactats en les capitulacions que van fer possible que la ciutat fos lliurada sense vessament de sang va ser la promesa del rei Alfons de conservar i respectar els edificis de culte, els costums i la religió tant de musulmans com de la gran població cristià-mossàrab. Naturalment, la mesquita major quedava salvada per aquest compromís. Poc després, el rei va haver d'absentar-se per qüestions d'Estat, quedant al capdavant de la ciutat la seva esposa Constança de Borgonya i l'abat del monestir de Sahagún, Bernardo de Sedirac, que havia estat elevat al rang d'arquebisbe de Toledo. Aquests dos personatges, de mutu acord i aprofitant l'absència del rei, van protagonitzar un fet desafortunat que, segons narra Juan de Mariana a la seva Historia General de España va estar a punt de provocar una revolta no desitjada i la ruïna de la ciutat acabada de conquerir. El dia 25 d'octubre de 1087 l'arquebisbe, d'acord amb la reina Constanza, va enviar gent armada perquè ocupés per la força el recinte de la mesquita. Després d'aquest fet, van instal·lar un altar provisional i van col·locar una campana al minaret. Juan de Mariana explica que quan se'n va assabentar el rei Alfons es va enfadar tant que ni l'arquebisbe ni la reina van aconseguir apaivagar-lo; va dictar sentència de mort per quasi tots els implicats.
La llegenda diu que van ser els musulmans els veritables intermediaris per aconseguir la pau, amb la figura del negociador, l'alfaquí Abu Walid, qui va portar al rei un missatge de tolerància en què es deia que acceptaven com a llegítima la usurpació. En record i gratitud d'aquest gest, el capítol catedralici del segle xv li va dedicar un homenatge i va encarregar la seva efígie per col·locar-la en un dels pilars de la capella major, perpetuant així el seu record. Aquest fet no està documentat i molts especialistes d'art veuen en l'efígie un sacerdot d'aspecte musulmà. Com a conseqüència d'aquell esdeveniment, la mesquita toledana va quedar consagrada i convertida en catedral cristiana, sense fer canvis en la seva estructura.
No es conserven els plànols del que va ser la mesquita ni se sap com era aquesta construcció, però tenint en compte els vestigis conservats en altres ciutats –Sevilla, Jaén, Granada, Màlaga i la pròpia mesquita de Còrdova– es pot suposar que seria un edifici columnari, amb una arcuació de ferradura sobre columnes potser aprofitades d'altres construccions romanes i visigòtiques. És possible que s'assemblés força a l'església de El Salvador de Toledo, una antiga mesquita.

El rei Alfons VI va fer importants donacions al nou temple. El 18 de desembre de 1086 la catedral va quedar sota l'advocació de santa Maria i se li van concedir viles, molins i un terç dels ingressos de totes les altres esglésies de la ciutat. El primer privilegi reial que es conserva, en llatí, diu al seu inici:
| « | Ego Disponente Deo Adefonsus, Esperie imperator, condeco sedi metropolitane, scilicet, Sancte Marie urbis Toletane honorem integrum ut decent abere pontificalem sedem secundum quod preteritis fuit constitutum a sanctis patribus... | » |

 Es van fer les obres necessàries per establir el culte cristià romà, entre altres el canvi d'orientació del presbiteri i de la capella major. El 1088 Urbà II va reconèixer la seva condició de catedral primada sobre les altres del regne. La mesquita-catedral es va mantenir quasi intacta fins a l'any 1222, data en què una butlla papal va autoritzar les obres del nou edifici que es van iniciar el 1224 o 1225. La cerimònia oficial de col·locació de la primera pedra va tenir lloc el 1227, amb la presència del rei Ferran III el Sant. Al llarg del segle xiii es van augmentar les rendes catedralícies en integrar-se al seu patrimoni Alcalá de Henares.

### La catedral de Jiménez de Rada

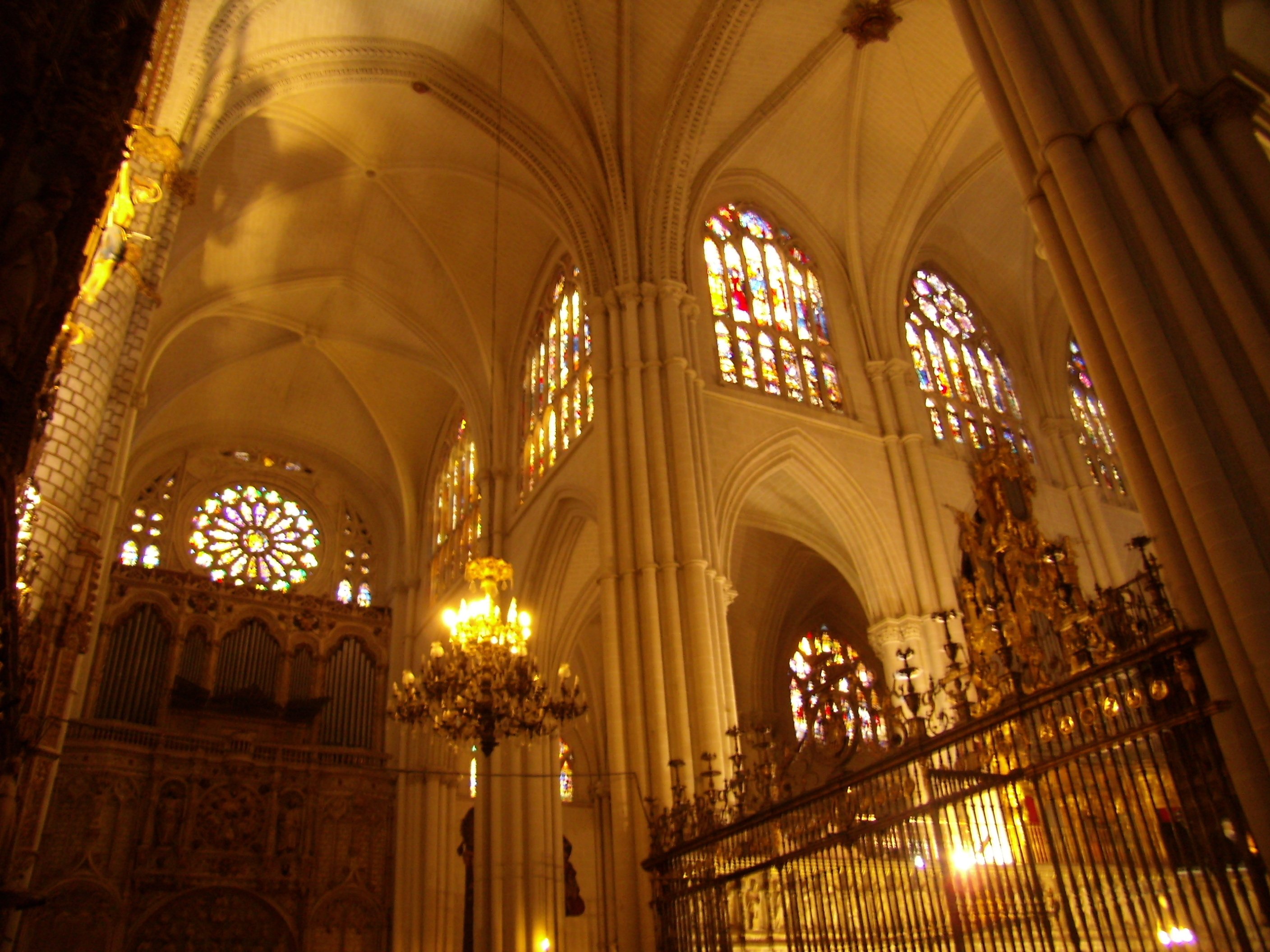
Interior de la Catedral de Toledo

L'edifici de la catedral tal com avui es contempla és obra del segle xiii, a l'època de l'arquebisbe de Toledo Rodrigo Jiménez de Rada i del rei Ferran III el Sant, que aleshores era molt jove. La cerimònia oficial de la col·locació de la primera pedra es va celebrar el 14 d'agost de 1227, molt després del començament de les obres, ja que es va esperar que el rei pogués fer acte de presència. Jiménez de Rada havia estat escollit arquebisbe de Toledo el 1209 i des del començament del seu mandat va defensar davant el papa la primacia de la seu toledana. A la seva ment estava la construcció d'una gran catedral digna de la ciutat que governava. En aquell temps, la mesquita-catedral es mostrava força vella i ruïnosa, i fins i tot algunes seccions de l'edifici havien estat demolides per l'anterior arquebisbe. La mesquita-catedral disposava d'un ampli espai, però era de poca alçada i li faltava l'esveltesa d'altres temples de la mateixa importància.
Jiménez de Rada va ser un entusiasta promotor de la nova catedral que s'edificaria seguint el gust de l'època, l'estil gòtic. Es va entusiasmar tant amb el projecte i es va involucrar amb una intensitat que es va arribar a dir que havia estat l'autor-arquitecte dels traçats de la nova catedral; una afirmació completament fora de lloc segons els historiadors i arquitectes. L'arquebisbe va passar uns anys mantenint i reforçant l'antic temple a l'espera que el seu somni fos realitzat.

## Edifici actual

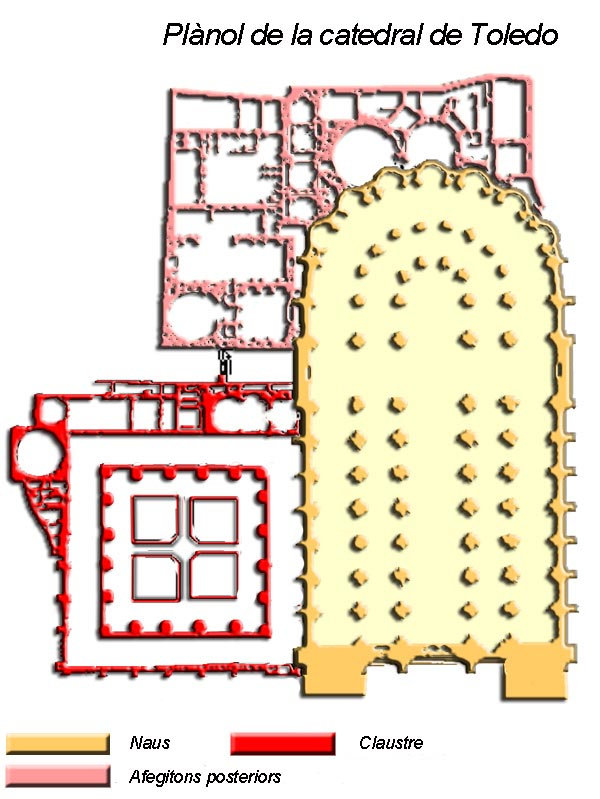
Plànol actual de la catedral

L'estructura de l'edifici que existeix actualment té una gran influència del millor gòtic francès del segle xiii adaptat, però, adaptat al gust espanyol. Fa 120 metres de longitud per 59 metres d'amplada i consta de cinc naus, amb un creuer i una doble girola. Les naus externes presenten una anomalia curiosa, ja que són una mica més amples que les dues laterals. La part més antiga del temple és la capçalera que en la seva estructura manté els triforis originals que s'estenien al llarg de les naus. Molts triforis van ser suprimits en una de tantes reformes i transformacions que va patir la catedral; durant el gòtic, van ser substituïts per grans vitralls.
Els triforis que es conserven de la capçalera són d'influència mudèjar. El més baix està compost d'arquets lobulats que descansen en columnes aparellades i el més alt presenta uns arcs entrecreuats típics del mudèjar. No se sap si aquests temes mudèjars existien ja en l'anterior mesquita i van ser copiats com a record, o bé es van afegir en una de les obres de millora, cercant algun element original i de bon gust.
A la capçalera hi ha la doble girola com correspon a una planta de cinc naus. Aquesta doble girola és de proporcions grandioses i està enriquida per elements arquitectònics, amb un cobriment de volta original. Els trams de la girola corresponents a les diferents capelles es resolen amb plantes alternatives de rectangles i triangles, que fa que cada capella tingui una mida diferent; les més grans són rectangulars i les més petites, triangulars. Aquesta manera de distribuir la capçalera és característica de les catedrals franceses, com la de Notre-Dame de París, la de Bourges i la de Le Mans. La de Le Mans és la que més s'assembla a la de Toledo, tot i que les tres franceses són més esveltes que l'espanyola.
Les successives reformes realitzades van alterar la disposició d'algunes de les capelles; en algun cas es va reconstruir una sola capella on abans n'hi havia tres. És el cas de les actuals capelles de sant Ildefons i sant Jaume. Les voltes de les naus són de creueria quadripartida, excepte el creuer i la capella Major que es reforcen amb tercelets.

### Els mestres constructors i els seus mecenes

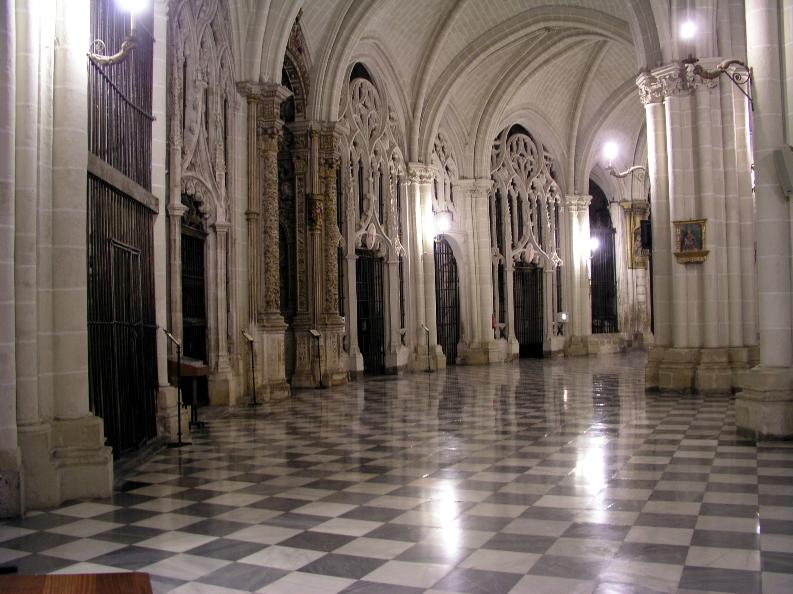
Girola de la catedral

Durant segles s'havia considerat que el primer mestre d'obra de la catedral de Toledo va ser Petrus Petri. Aquesta certesa es basava en l'únic testimoni existent sobre l'autoria, un testimoni gravat sobre una làpida en una capella de la capçalera de la catedral. Allà es pot llegir la llegenda següent:
| « | Petrus Petri, mort el 1291, mestre de l'església de santa Maria de Toledo, la fama del qual va estendre's pels seus bons exemples i costums, el qual va construir aquest temple i aquí descansa, perquè qui tan admirable edifici va fer, no sentirà la còlera de Déu. | » |

A mitjans del segle xx, el bisbe de Ciudad Real va investigar a fons aquest qüestió i va posar fer públics una sèrie de documents que demostraven l'existència d'un primer mestre anomenat mestre Martín que era anterior a Petrus Petri. Martín estava casat amb Maria Gómez, i segurament era d'origen francès; hauria estat cridat per Jiménez de Rada. Un dels documents està datat el 1227 i anomena «un mestre Martín de l'obra de santa Maria de Toledo». A un altre document on apareix la llista de rendes percebudes per la catedral el 1234 figura novament el nom de «Mestre Martín de l'obra», de qui es diu que és, a més a més, llogater d'una casa que pertany a la catedral. En escriptures de dates posteriors apareixen els noms de Martín (paleta) i Juan Martín (mestre de paletes), que es creu que deurien ser parents seus. Al costat d'aquests arguments cal afegir el fet que la data del començament de la construcció no quadrava amb l'edat de Petrus Petri que per aquella època havia de ser massa jove per ser ja mestre d'obra.
Els estudis realitzats després d'aquesta troballa indiquen que el mestre Martín seria l'autor de les capelles de les giroles i que en desaparèixer, per mort o per absència, va assumir la direcció de les obres el mestre Petrus que va acabar les giroles i va construir els triforis. A finals del segle xiii estava conclosa la capçalera i dos trams de les naus del costat sud.
A la finals del xiv apareix documentada la figura del mestre Rodrigo Alfonso que, el 1389, va posar la primera pedra del claustre sota el mecenatge de l'arquebisbe Pedro Tenorio que moriria deu anys més tard. Aquest arquebisbe es va ocupar de moltes de les obres de la catedral, com la Capilla de San Blas, situada al claustre, famosa per la riquesa artística dels seus frescs propis de l'escola de Siena.
El següent mestre de qui es té notícia va ser Alvar Martínez (d'altres vegades anomenat González), que va ser aparellador de les pedreres d'Olihuelas, al terme d'Olías del Rey. És l'autor de la façana de ponent que es va començar a construir el 1418. Les reformes fetes el 1787 fan que aquesta façana no es pugui contemplar com era realment en el seu origen. També va ser l'autor de l'única torre de la catedral (1424), construïda en temps de l'arquebisbe Juan Martínez de Contreras, els escuts del qual figuren en el fris que corona el primer cos. El coronament de la torre va ser feta per un altre gran mestre: Hannequin de Brussel·les, que va incorporar a l'obra les armes del següent arquebisbe, Juan de Cerezuela. Amb Hannequin va arribar un grup de mestres il·lustres: Egas Cueman, Enrique Egas, Juan Guas, que van treballar en portades, capelles i obres sumptuàries; amb la seva tasca posà fi a la part gòtica de l'edifici. Les voltes dels peus de la nau central es van tancar el 1493, sota la direcció de Juan Guas i Enrique Egas, quan el mecenes i supervisor era el cardenal Mendoza.

### Grans comitents delseglexvi. Obres i artistes

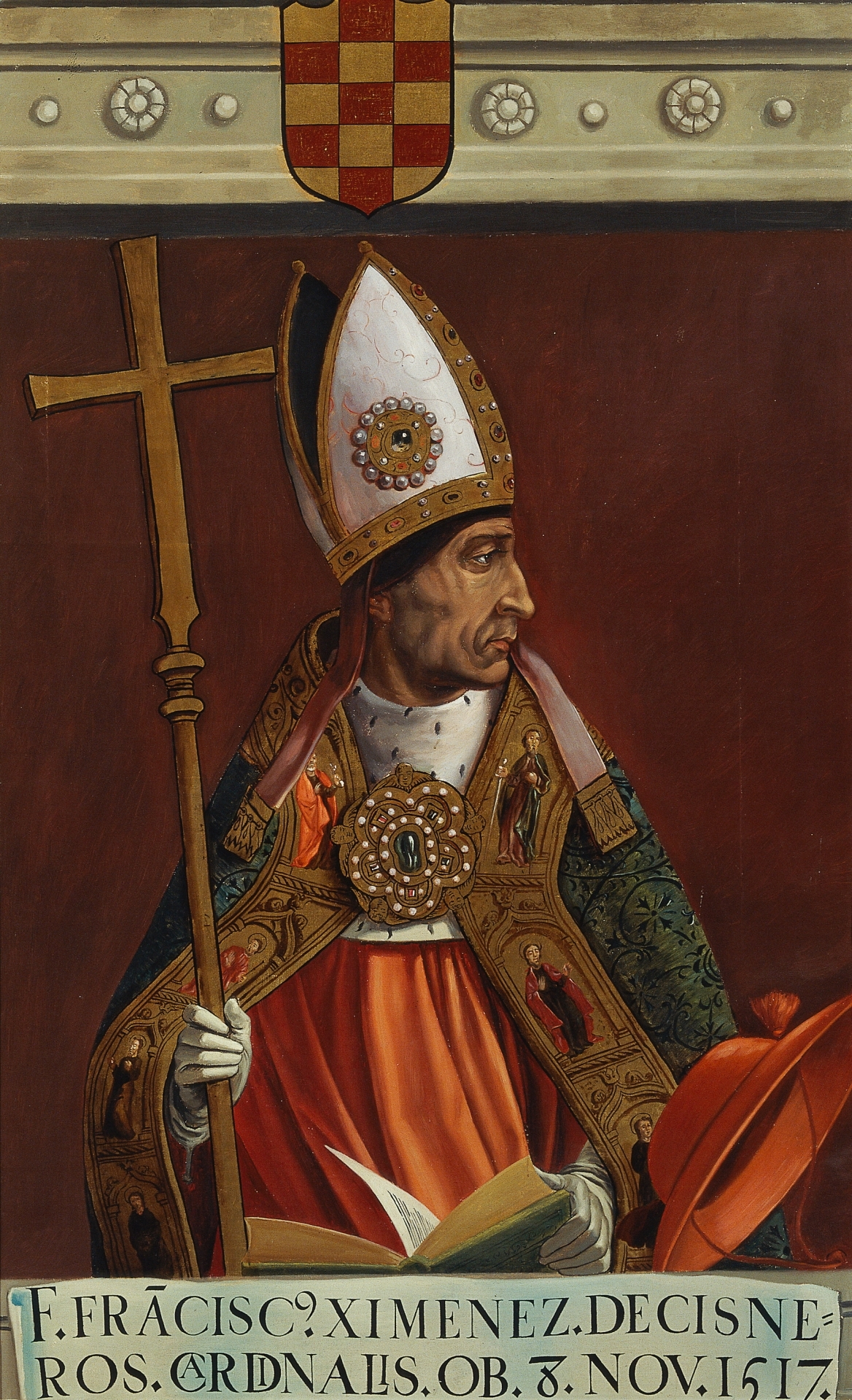
Cardenal Cisneros

Durant els segles xvi, xvii i xviii a la catedral es van succeir una sèrie d'obres arquitectòniques –portes, capelles, altars– i sumptuàries –escultura i pintura–, sempre realitzades d'acord amb els estils imperants. El segle xvi fou el segle d'or de Toledo que fou anomenada la «Ciudad Imperial». Els comitents més brillants i actius van viure durant aquest segle. Eren els arquebisbes-governadors que en absència del rei tenien cura de la ciutat i impulsaven la seva magnificència.
El 1493, a la fi del segle xv, el cardenal Mendoza va supervisar les obres de finalització de les últimes voltes de la catedral i va expressar en el seu testament el desig d'ésser enterrat al presbiteri. A la primera dècada del segle xvi es va construir el seu sepulcre, una obra d'estil renaixentista. Després va ocupar el càrrec el cardenal Cisneros; sota la seva gestió es van fer importants obres –potser la més important va ser la capella Mossàrab–, realitzades per mestres de la talla de Juan Francés –reixa de la capella mossàrab–, Enrique Egas, Juan de Borgoña –pintures de la capella mossàrab– i el mestre major, Pedro de Gumiel. Cisneros també va fer construir el magnífic retaule major, obra de Diego Copín de Holanda, el claustre per a la comunitat canònica, i la llibreria o biblioteca.
El successor de Cisneros, Guillermo de Croy, d'origen flamenc, mai va residir a Toledo:... sense deixar fet ni en vida ni en mort alguna cosa senyalada. Alfonso de Fonseca y Acevedo, que havia estat arquebisbe de Santiago de Compostel·la, va ser l'impulsor de la capella de los Reyes Nuevos, obra de l'arquitecte Alonso de Covarrubias i que al segle xviii acolliria pintures de Mariano Salvador Maella Pérez.
Amb l'arquebisbe Juan Pardo de Tavera el renaixement toledà es trobava en la seva esplendor. Sota el seu govern es va construir el magnífic cor d'Alonso Berruguete i Felipe Bigarny, les façanes interiors del creuer, la capella de sant Joan o del Tresor i d'altres portades i ornaments. Amb Juan Martínez Silíceo la catedral es va veure ornada amb l'esplèndida reixa de la capella Major, obra de Francisco de Villalpando. Posteriorment, el cardenal Gaspar de Quiroga encarregà el complex arquitectònic de la capella del Sagrari, el reliquiari, la sagristia, el pati i la casa del tresorer. Els plànols van ser del mestre major Nicolás de Vergara el Mozo. Per construir aquest complex es va destruir l'hospital del Rei que es va tornar a aixecar però en un lloc proper a la catedral. Les obres es van portar a terme estant al càrrec el gran cardenal Bernardo de Sandoval i Rojas i l'executà l'arquitecte Nicolás de Vergara, ja avançat el segle xvii.

## Façana principal

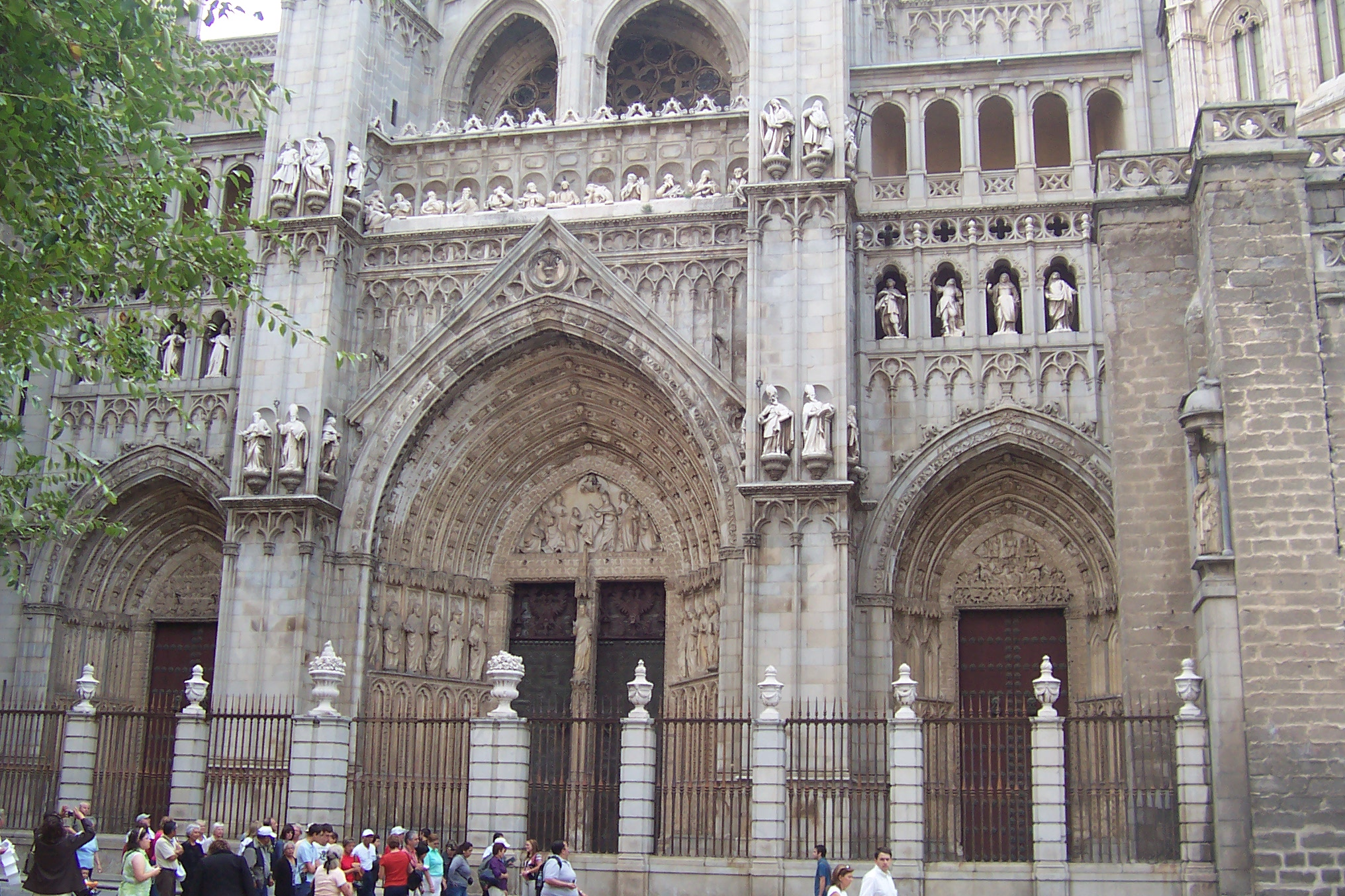
Façana principal amb les tres portes

La façana principal dona a una plaça irregular on es troba l'Ajuntament i el palau Arquebisbal. A l'esquerra de l'espectador es troba la torre del campanar que està rematada per una fletxa. Té dos cossos: l'inferior, de planta quadrada, va ser dissenyat per Alvar Martínez; el superior, octogonal, correspon a Hannequin de Brussel·les. A la dreta es pot veure el cos que sobresurt de la capella mossàrab que ocupa el lloc de la segona torre; va ser edificada per encàrrec del cardenal Cisneros. El cos central correspon a la façana principal de la catedral amb les seves tres portes.
La façana va ser modificada el 1787 per l'arquitecte Eugenio López Durango sota el mandat del cardenal Lorenzana. L'escultor va ser Mariano Salvatierra. Les obres es van haver de realitzar a causa del deteriorament de la pedra que no era de molt bona qualitat. És possible que les portes anessin avançades entre contraforts en lloc de la disposició actual, però és una qüestió que no se sap de ben cert.
Les tres portes de la façana s'anomenen, respectivament, del Perdón (al centre), del Juicio Final (a la dreta), i del Infierno (a l'esquerra).

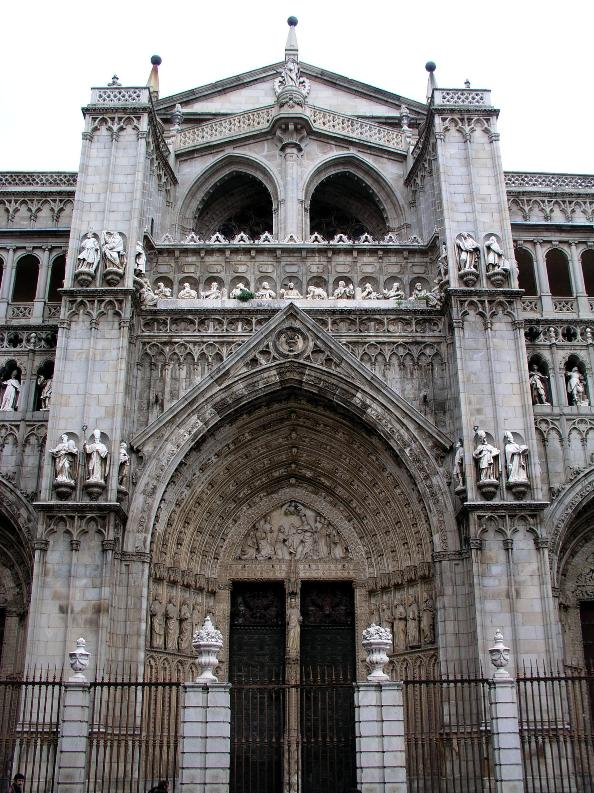
Puerta del Perdón a la part central de la façana

- Puerta del Perdón. És del segle xv, i les obres es van iniciar el 1418 sota la direcció d'Alvar Martínez. S'anomena així perquè hi va haver una època en què es concedien indulgències als penitents que entraven per ella. Actualment, aquesta porta està sempre tancada i s'obre tan sols en les grans ocasions i quan el nou arquebisbe pren possessió del càrrec. Té un gran arc amb sis arquivoltes gòtiques. Presenta la iconografia clàssica del gòtic, amb la figura del Salvador al mainell i un apostolat als brancals; al timpà apareix la Mare de Déu imposant la casulla a sant Ildefons.[20] Aquest és un tema molt característic d'aquesta catedral que es repeteix a l'interior en capelles i pintures. Els batents de la porta, del segle xiv, mesuren més de cinc metres d'altura; estan xapats en bronze i es veu un treball molt elaborat.
- Puerta del Juicio Final. Està situada a la part dreta de la del Perdón. S'hi representa el Maiestas Domini amb Maria, la seva mare i el seu deixeble sant Joan. Com el seu nom indica, la iconografia pertany al tema del Judici Final';' en fileres a manera de dos frisos, apareixen els salvats de les penes de l'infern que ressusciten i els condemnats són capturats pels dimonis.[20]
- Puerta del Infierno. Aquesta porta, tanmateix, no presenta motius iconogràfics destacables. Hi ha una decoració de tipus vegetal amb caps coronats que representen als benaurats. Se la coneix també com a porta de la Torre o de les Palmes, perquè antigament servia com a entrada de la processó de les palmes el diumenge de Rams.[21]

## Torre

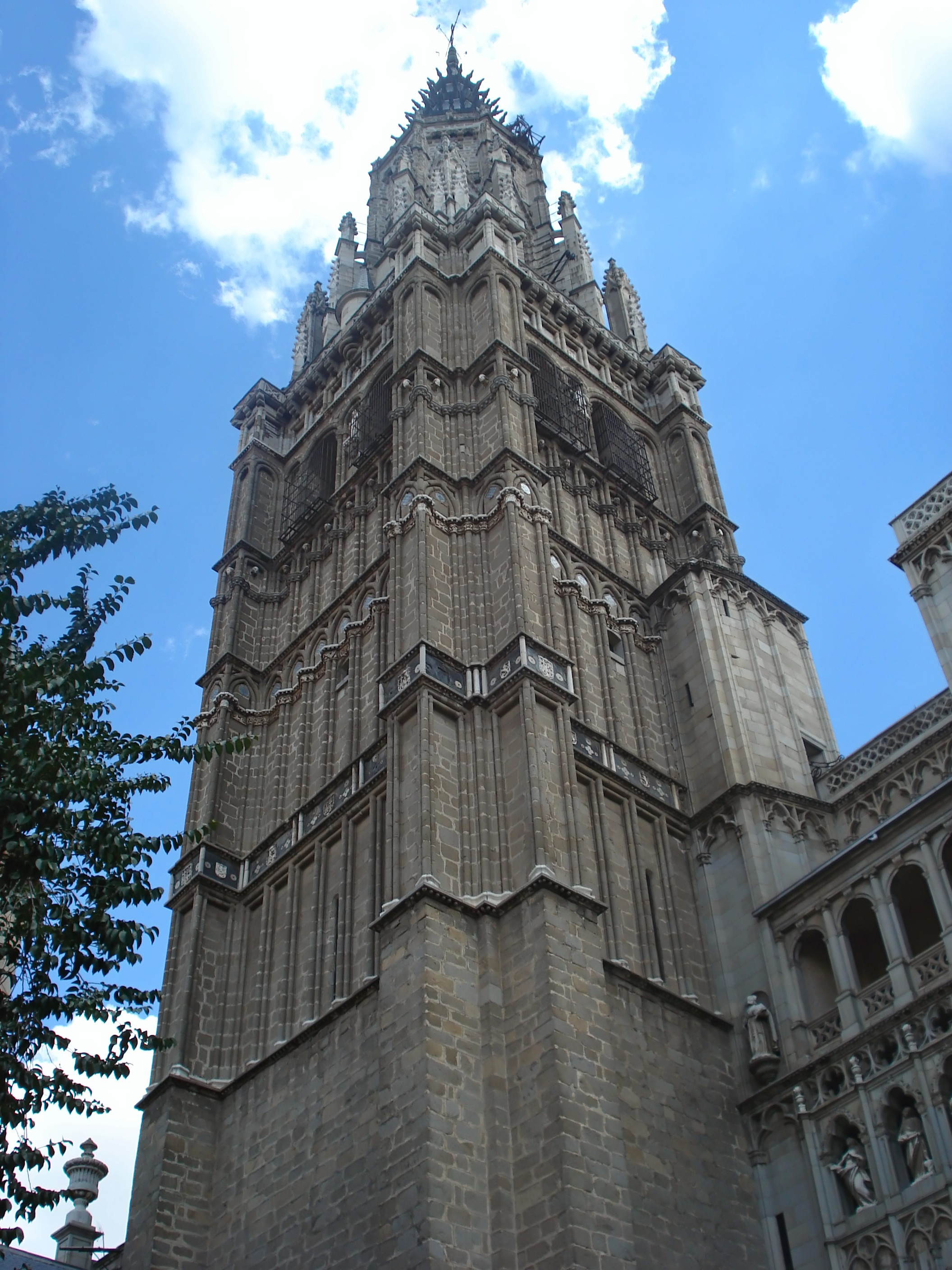
Torre de la façana principal

El projecte inicial pretenia aixecar dues torres, una a cada costat de la façana occidental, però només se'n va construir una, la de la cantonada nord-oest. De l'altra torre només es van posar els fonaments i en aquest lloc, més tard, es va construir la capella Mossàrab. La torre, gòtica amb alguna influència mudèjar, va ser dissenyada i construïda per Alvar Martínez i la culminació del quart cos es va executar el 1422; no va deixar plànols ni dibuixos per poder continuar amb el coronament.
Després d'una base elevada de planta quadrada –al seu interior hi ha la capella del Tresor–, se superposen quatre cossos i al damunt, un cinquè cos més baix. Al segon cos hi vivia el campaner i el tercer va servir de presó eclesiàstica. Entre el primer cos i el segon, disposat horitzontalment, hi ha un fris de marbre negre on es veuen realçats en marbre blanc els escuts de l'arquebisbe Joan Martínez de Contreras, en el càrrec entre 1422 i 1438.
El coronament de la torre amb el cos octogonal va ser obra de l'arquitecte Hannequin de Brussel·les que va arribar per treballar en aquesta catedral junt amb un grup de grans artistes: Egas Cueman, Enrique Egas i Juan Guas entre d'altres. El cos octogonal està acompanyat de pinacles i arcbotants i acaba amb una fletxa que suporta tres corones que imiten una tiara. La torre ha tingut diverses reformes des del segle xvii; un incendi va destruir el coronament i va haver de ser reparat el 1682. Més tard, el 1804, es va reforçar l'estructura amb pilars i grapes de ferro. La seva darrera restauració va ser la de l'any 1991.

## Puerta del Reloj

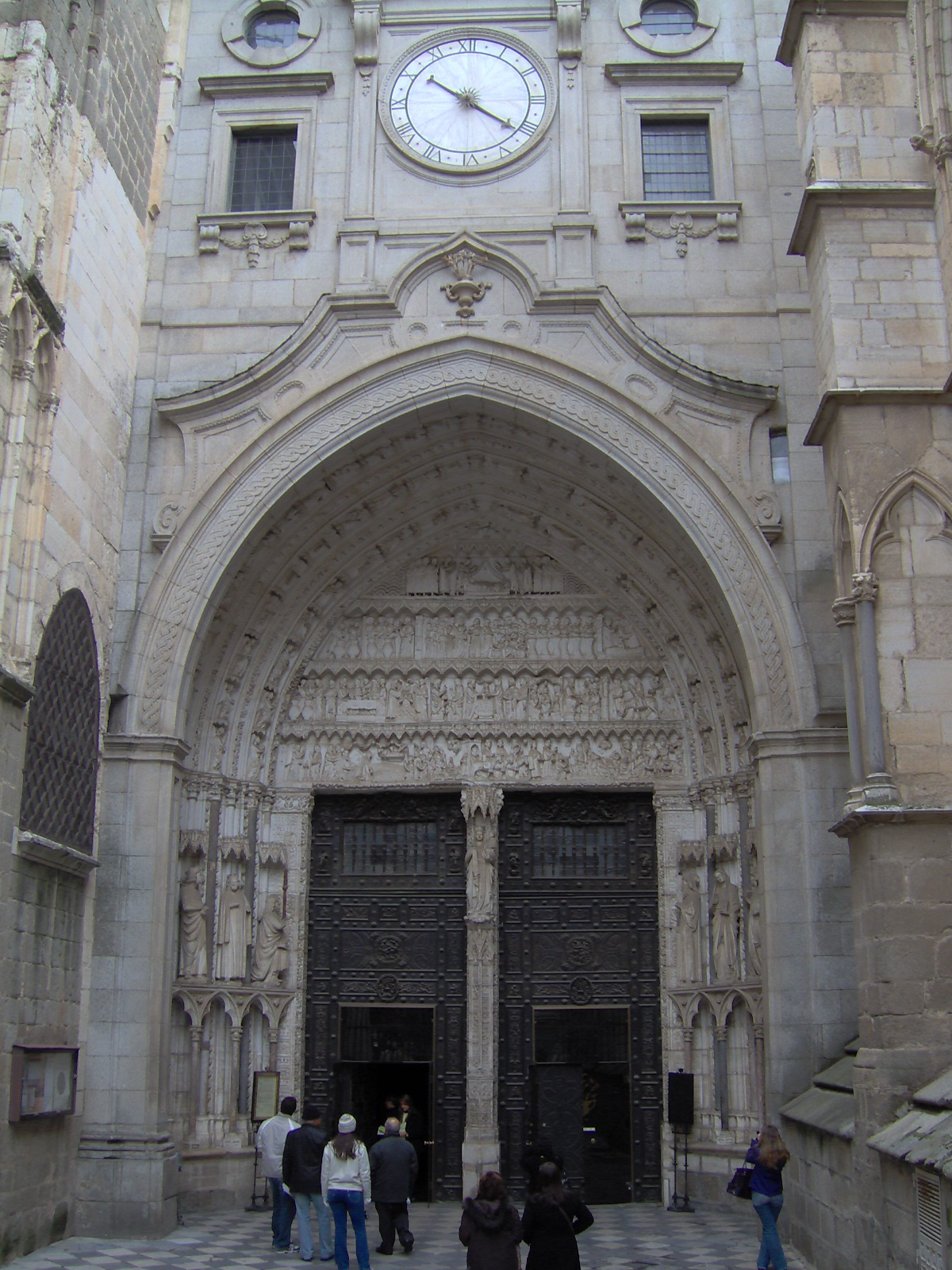
Puerta del Reloj

És la més antiga de la catedral feta a començaments del segle xiv i es troba a la façana del costat nord. Rep també altres denominacions:
- de la Feria, perquè donava sortida al carrer on antany se celebrava la fira.
- de la Chapinería, perquè dona al carrer que porta aquest nom, i era el lloc on es fabricaven i venien els «chapines» (tapins).
- de las Ollas, perquè en la seva decoració poden veure's alguns d'aquests estris.

El timpà està dividit en quatre faixes horitzontals, on apareixen escenes de la vida de Crist: Anunciació, Nativitat, Adoració dels Reis Mags, Degollament dels Innocents, Fugida a l'Egipte, Circumcisió, Jesús entre els doctors, Presentació de Jesús al Temple, Baptisme i Noces de Canà. A la part superior del timpà es representa el Trànsit de la Mare de Déu. El mainell està decorat amb la imatge de la Mare de Déu i l'Infant. A les arquivoltes es troben representats àngels amb encensers sota petits dossers i disposats entre ornaments vegetals. Als brancals hi ha imatges de Reis Mags a l'esquerra, i de la Mare de Déu entre sant Joaquim i santa Anna a la dreta; tot és obra de l'escultor Juan Alemán que va treballar també en la porta de los Leones.
Per damunt d'aquesta portada, hi ha l'obra posterior de l'arquitecte Durango, realitzada com en la façana principal dins l'estil neoclàssic característic del segle xviii. Va ser una obra de consolidació pel mal estat en què es trobava la pedra. L'intercolumni central està ocupat per l'esfera del rellotge que dona nom a la porta. Les figures del carilló són de Diego Copín. La porta i el seu entorn formen un espai molt agradable; hi ha un petit pati tancat per una reixa gòtica, obra de Juan Francés, que té uns barrots molt simples, un petit fris llaurat per separar al centre, i una cresteria molt senzilla i harmoniosa. A dalt, hi ha la rosassa (segle xiii) que conté les vidrieres més antigues de la catedral.
A l'interior de la Puerta del Reloj es poden observar diversos medallons; els millors són els de la Mare de Déu de l'Anunciació de Nicolás de Vergara el Mozo i el de L'arcàngel sant Gabriel de Juan Bautista Vázquez. S'adorna també amb quadres i escuts. Els batents interiors de la porta són del segle xviii, obra de Raimundo Chapuz, mentre que els batents exteriors, en bronze, són obra de dos escultors: Zureño (el de l'esquerra) i Antonio Domínguez (el de la dreta).

## Puerta de los Leones

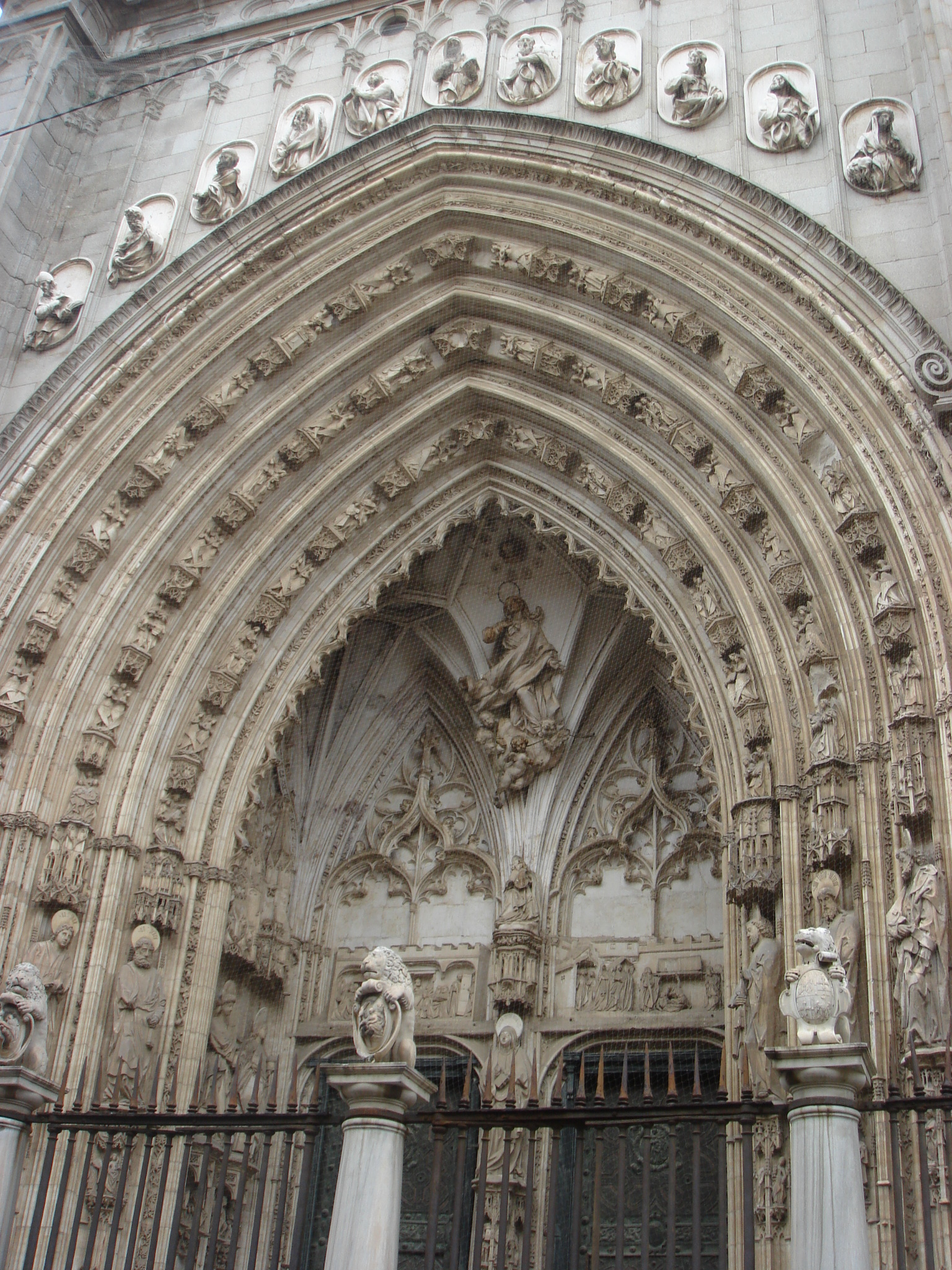
Puerta de los Leones

Aquesta porta és del segle xv i xvi i és la més moderna de les grans portes. S'anomena així pels lleons que coronen les columnes de la reixa que tanca el petit pati. Té dues denominacions més: 
- Puerta Nueva, en ser l'última que es va construir.
- Puerta de la Alegría, en al·lusió a la celebració de l'assumpció de Maria que està representada al pany de paret del fons, després de les arquivoltes.

Es va construir entre els anys 1460-1466, sota el mandat de l'arquebisbe Alonso Carrillo de Acuña. Els plànols van ser dissenyats per Hannequin de Brussel·les i Egas Cueman en col·laboració amb els escultors flamencs Pedro i Juan Guas i Juan Alemán, autor de l'apostolat. Aquests artistes estaven al capdavant d'un gran taller que comptava amb prestigiosos picapedrers i entalladors.
L'estatuària de la porta és un dels millors conjunts hispanoflamencs del segle xv, sobretot la Mare de Déu del mainell i les estàtues dels brancals. Els querubins i els àngels músics que acompanyen l'ascensió de Maria al cel són unes obres d'art executades amb molta delicadesa. Al segle xviii, igual que a les altres portes, la façana va ser reformada per l'arquitecte Eugenio López Durango i l'escultor Mariano Salvatierra per tal de consolidar l'edifici. Les imatges van ser reparades seguint el testimoni donat per Antonio Ponz i pels gravats existents de l'època. Els onze medallons situats per damunt de la darrera arquivolta representen diversos profetes i patriarques; el del centre representa a Maria. Remata la porta una gran estàtua de sant Agustí orant.
Els batents de bronze de les portes són una obra mestra de Francisco de Villalpando realitzada en 35 planxes que estan ocultes a la vista, protegides amb plafons de fusta. A la part superior hi ha la gran rosassa de vidrieres policromades.
L'interior de la porta correspon al gran frontis del creuer que dona al seu costat meridional. Sobre ell descansa un petit balcó amb una balustrada renaixentista que suporta la tribuna on està l'anomenat Órgano del Emperador. Aquest orgue és el més antic de la catedral, de mitjans del segle xvi, i té la capsa de pedra. És tradicional que aquest instrument es faci sonar durant la festivitat del Corpus Christi, quan retorna la processó. També s'utilitza en altres ocasions solemnes o en concerts.
A la part baixa del gran frontis hi ha la porta dividida per mainell amb la imatge de Crist policromat, amb una inscripció en els seus peus on es llegeix: «Ens va rentar amb aigua i ens va salvar amb sang». Sobre la porta hi ha el timpà, obra dels mateixos autors que van treballar a l'exterior la porta, esculpit amb temes de la genealogia de la Mare de Déu, l'arbre de Jesé. Per damunt del timpà es pot observar una obra plateresca de Gregorio Pardo, el fill gran de Felipe Bigarny, i al centre hi ha un gran medalló amb la Coronació de la Mare de Déu. A ambdós costats es veuen les estàtues de David i Salomó d'Israel, atribuïdes a Esteban Jamete. A dreta i esquerra d'aquest frontis, a la part baixa, hi ha dos sepulcres: el de la dreta va estar buit fins al 10 de desembre de 1993 en la qual van ser traslladades des de Roma les cendres de l'arquebisbe fra Bartolomé de Carranza, per desig del cardenal Marcelo González Martín; el de l'esquerra guarda les despulles del canonge Alfonso de Rojas, i hi ha una estàtua orant.
La reixa exterior de la porta es va executar un segle després de les grans reixes de la capella major i del cor, en un estil diferent. El treball prioritzava la solidesa i la utilitat, més que l'ornamentació més pròpia del segle anterior. El seu autor va ser Juan Álvarez de Molina, natural d'Úbeda (Jaén), que la va realitzar a Toledo el 1647. Els documents conservats sobre el fet diuen que el ferrer va rebre 8.504 rals i 12 morabatins, més els 27.000 que li havien estat donats anteriorment. El document informa del cost del ferro emprat pel ferrer que va costar pràcticament la mateixa quantitat que la rebuda pel treball. La longitud de la reixa se solucionà amb l'intercalat de sis columnes de marbre amb una base de pedra; en la seva part superior hi ha unes figures de lleons que sostenen uns escuts.

## Altres portes
Hi ha tres portes més:
- Puerta Llana (1800), d'estil neoclàssic, obra d'Ignacio Haam (1785-1810). És l'única porta d'entrada a la catedral que està arran de terra, sense graons, i d'aquí el seu nom. Té una reixa realitzada el 1805 per Antonio Rojo, segons consta en una inscripció a la mateixa reixa. Per aquesta porta acostumen a sortir les processons. Ara com ara és l'accés principal dels visitants.[35]

- Puerta de Santa Catalina, d'estil gòtic tardà, és una de les dues portes que donen al claustre pel costat de l'evangeli. Les seves arquivoltes presenten uns motius vegetals de fullatge. El pilar que fa de mainell està molt elaborat en les seves cares laterals, amb castells i lleons; com a imatge principal hi ha la de santa Catalina. En el seu interior presenta dues seccions: la més alta està ornamentada amb una sèrie d'estàtues amb dosserets. Al timpà, sobre l'arc gòtic, hi ha una Anunciació pintada per Luis de Velasco.[36]

- Puerta de la Presentación, obra dels temps del cardenal Tavera. És una bona talla amb miniatures d'imatgeria plateresques elaborades en pedra blanca de Tamajón. És l'altra porta que dona al claustre. El medalló, amb una representació de La presentació de Nostra Senyora és una obra de Pedro Martínez Castañeda, un escultor de Peñaranda de Bracamonte amb taller a Toledo. L'executà l'any 1568 i va rebre en pagament 25.000 morabatins.[37]

## El Transparente

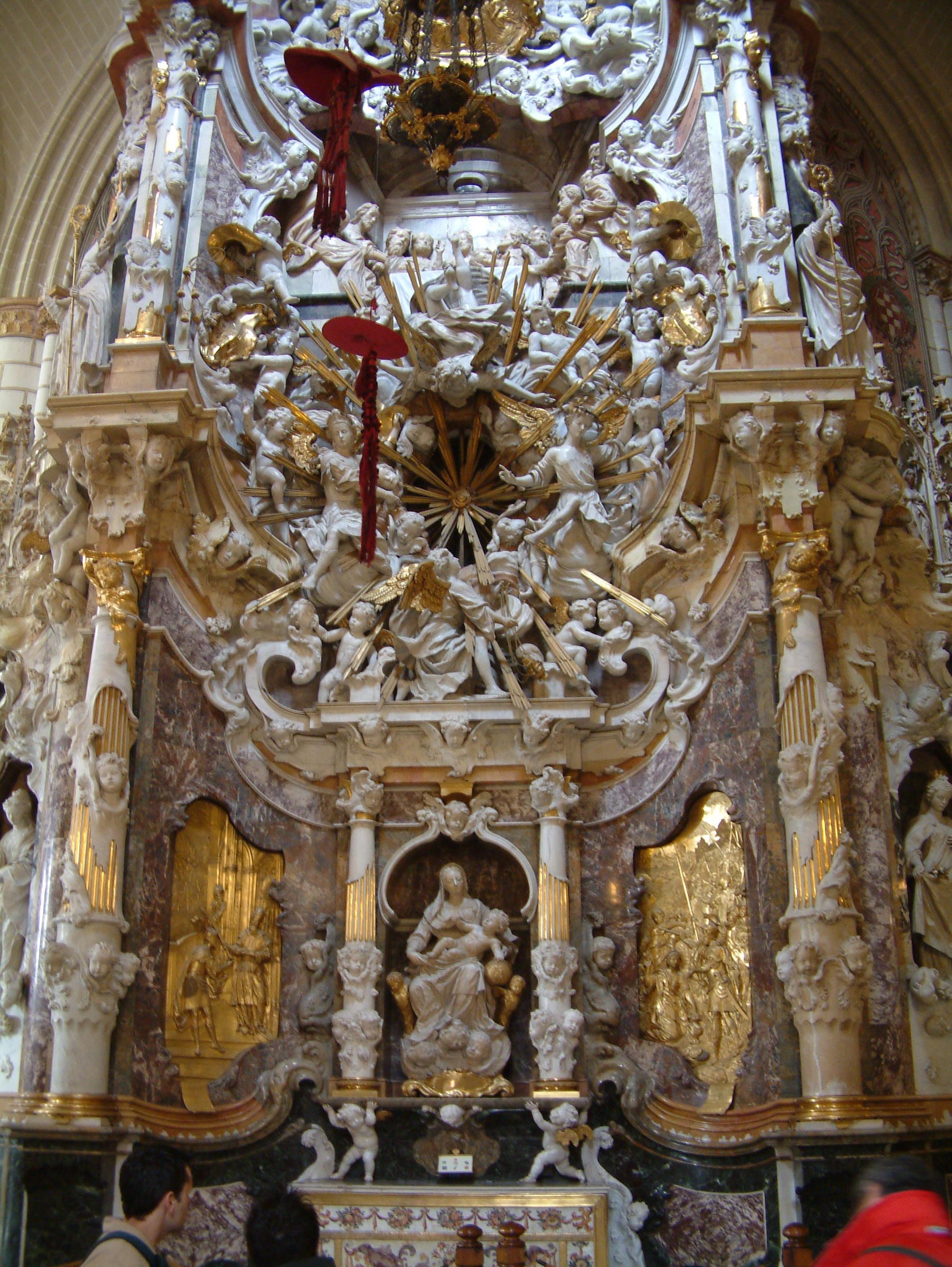
Vista frontal del «Transparente»

El «Transparente» és una obra escultòrica-arquitectònica realitzada entre 1729 i 1732 pel gran escultor barroc Narciso Tomé; el van ajudar els seus fills, escultors, arquitectes i pintors. Tomé va ser nomenat arquitecte suplent de la catedral el 1721. L'obra es troba al mur absidal, darrere de l'altar major, i és d'estil barroc i xorigueresc recarregat, estil també conegut com a rococó. Es va realitzar en temps de l'arquebisbe Diego de Astorga i Céspedes que va tenir el seu mandat entre els anys 1720-1734; la seva tomba es troba als peus de l'altar del «Transparente». A l'angle inferior dret pot llegir-se una inscripció gravada en llatí on consta el nom de l'autor.
| « | Narciso Tomé, arquitecte major d'aquesta santa catedral primada, va delinear, va esculpir i a la vegada va pintar per si mateix tota aquesta obra composta i fabricada de marbres, jaspi i bronze. | » |

Està feta de marbre –portat de Gènova–, jaspi i bronze. La idea de realitzar aquesta obra que ocupava el mur absidal va sorgir per donar llum al sagrari que es troba just al darrere; això es va aconseguir obrint un òcul a través del mur. Paral·lelament, aquest òcul rep la llum de les claraboies que hi ha a la part superior de l'absis, de manera que el «Transparente» queda il·luminat al mateix temps que reparteix la llum cap al sagrari.
La disposició d'aquest «Transparente» és com la d'un retaule de forma còncava que s'eleva en dos cossos d'altura. El nexe que vincula aquests dos cossos és l'òcul central, i al seu davant apareix un feix de raigs que simbolitzen el sol eucarístic. Al voltant d'aquest òcul es disposa un grup d'àngels que presenten actituds contrastades. Al seu voltant hi ha els quatre arcàngels, uns passatges de Gedeó i els profetes que porten a les seves mans els filacteris amb el text de les seves profecies.
L'eix de tot el grup està compost (de baix a dalt), primer per la taula de l'altar sobre la qual hi ha una estàtua, La Mare de Déu de la bona llet, treballada en marbre blanc de Carrara i emmarcada per columnes decorades amb molta ornamentació rococó. A continuació, hi ha una vitrall adornat per un sol de bronze. Hi ha també relleus en bronze: a l'esquerra Abigail ofereix al rei David pa i vi per apaivagar-li el seu disgust amb Naval; a la dreta Amimèlec lliura a David l'espasa de Goliat més el pa consagrat. El cos superior està ocupat pel Sant Sopar, de mida lleugerament més gran que el natural, el tema del qual té un significat eucarístic. Més amunt, poden veure's les escultures de la Fe, l'Esperança i la Caritat. Als laterals del grup hi ha les imatges de sant Eugeni i santa Leocàdia (a l'esquerra), i de sant Ildefons i santa Casilda (a la dreta). Com a culminació es pot observar la gran cavitat de la volta per on entra la llum. És una volta decorada amb pintures al fresc sobre temes bíblics. Presenta també una gran ornamentació de figures esculpides en marbre i alabastre.
L'obra sencera presenta moviments de línies com correspon al període barroc espanyol més espectacular. Mostra unes perspectives forçades, que unides a les pintures i a les escultures, creen una il·lusió de distància aconseguida en un espai mínim.

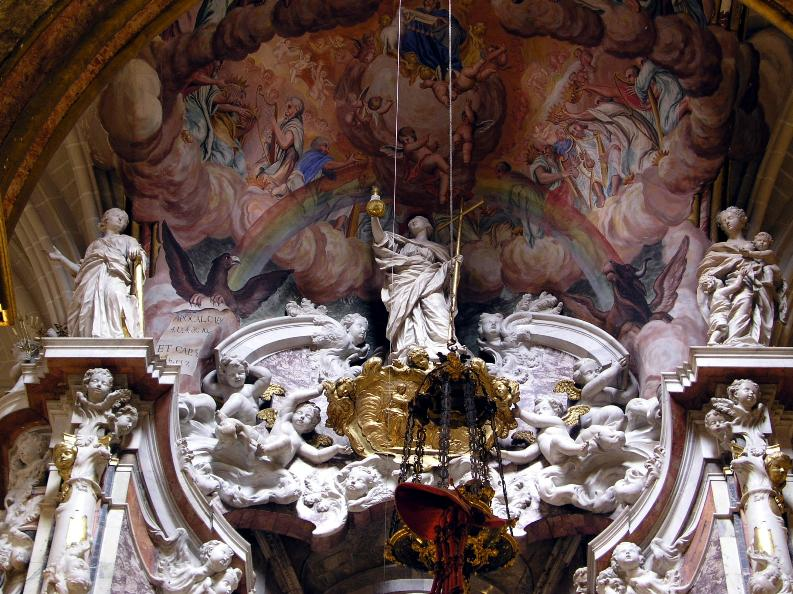
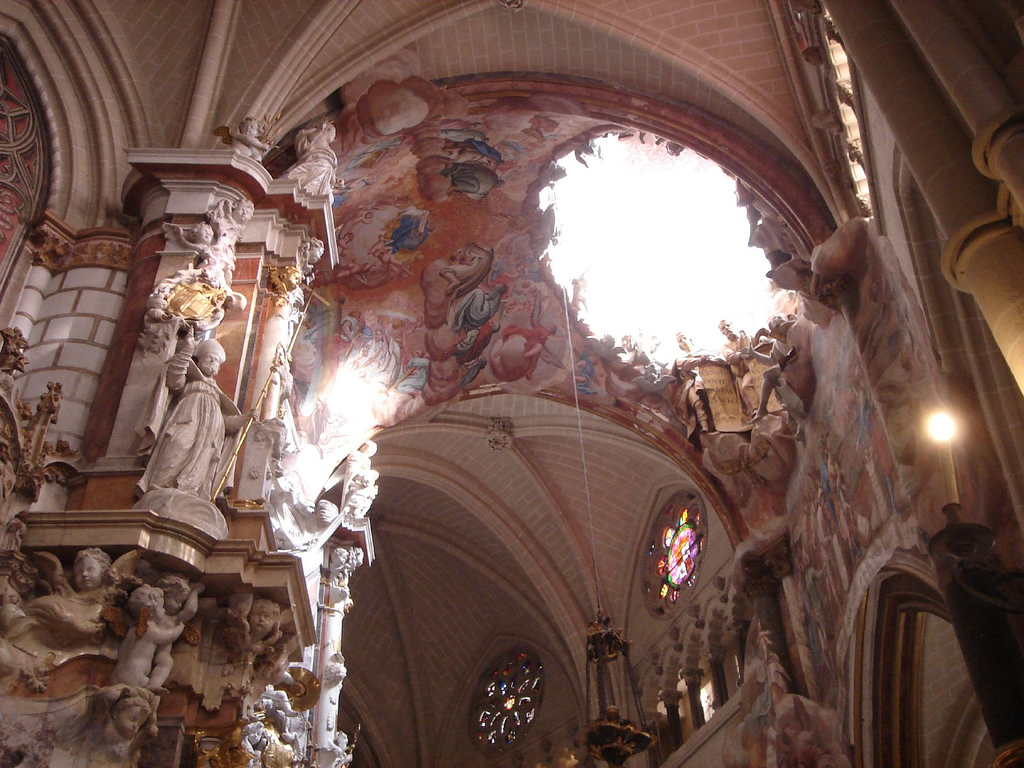
Detalls de la part superior
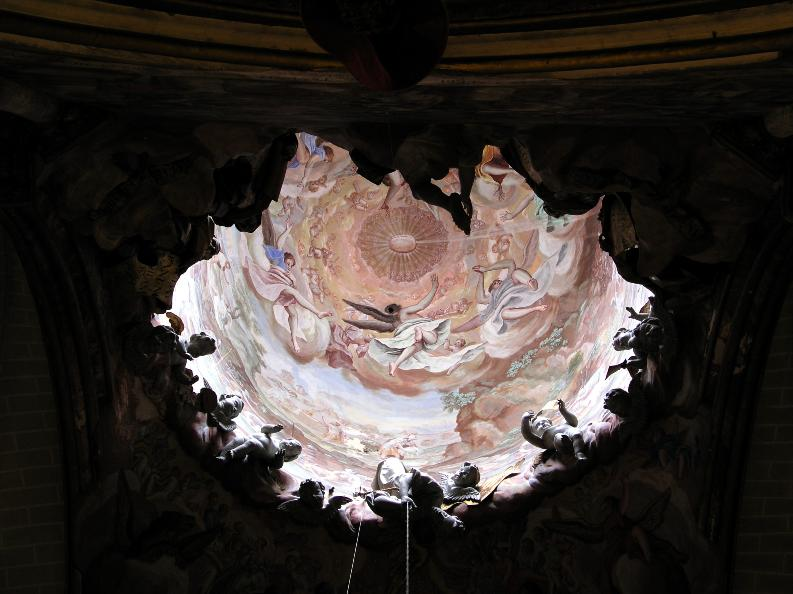
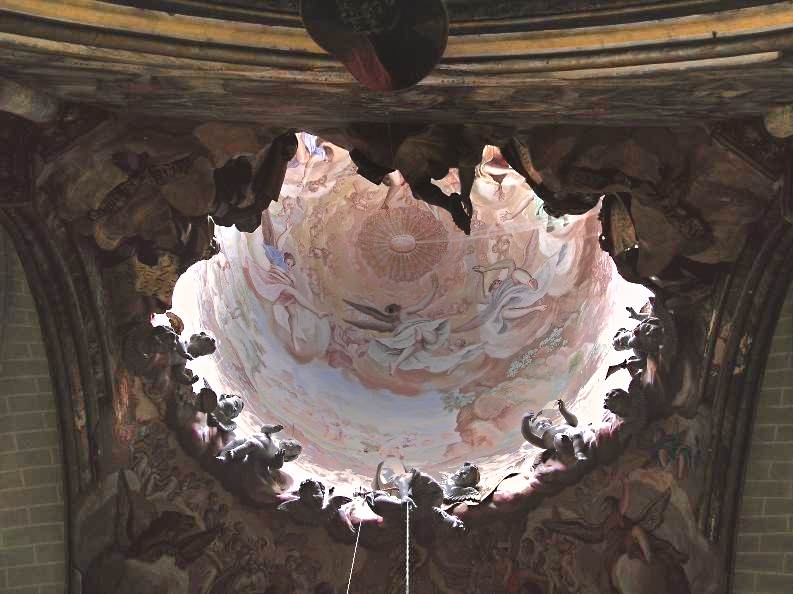

## Cor
El cor de la catedral està situat a la nau central, davant del presbiteri i separat d'aquest per la nau del creuer. De llargada, abasta l'espai de dos trams. Està tancat per una reixa realitzada per Domingo de Céspedes el 1548.
El cadirat del cor baix és l'original i és gòtic tardà, construït entre 1495 i 1498. Va ser un encàrrec del cardenal Mendoza a Rodrigo Alemán. En les representacions apareixen escenes de la conquesta de Granada pels Reis Catòlics. Les millors taules són les que presenten la campanya dels Reis Catòlics i la presa de diferents ciutats. Poden veure's també tota classe de personatges de la guerra, castells, llances, cavalls, etc. Les misericòrdies estan il·lustrades amb els mateixos temes que els respatllers.
El 1533, el cardenal Tavera va promoure un concurs de dibuixos sobre la renovació del cadirat del cor alt seguint un model que va facilitar la mateixa catedral. L'any 1539 ja estava decidit concedir l'obra als dos grans artistes Felipe Bigarny i Alonso Berruguete que es van comprometre a acabar-la en tres anys. Bigarny, que va treballar amb el seu fill Gregorio Pardo i l'escultor Esteban Jamete li va correspondre fer el costat de l'Evangeli. Berruguete, al qui van ajudar Francisco Giralte i Isidro de Villoldo, treballà en el costat de l'Epístola; realitzà trenta-sis taules de noguera i trenta-quatre d'alabastre, a més de la cadira episcopal.
L'obra realitzada per Bigarny és més clàssica i presenta una aparença més frontal que la de Berruguete, que va tractar les figures amb molt més de moviment. Un dels relleus més coneguts d'aquest cor és el que representa la imatge nua d'Eva, que mostra traços del renaixement amb l'ús del clarobscur per aconseguir magnífics efectes. El cadirat està situat en una construcció arquitectònica molt original i artística. La seva disposició està formada per dos cossos d'arquitectura que presenten 71 arcs recolzats en 72 columnes de marbre roig als espais en els que s'encasten les cadires. Entre respatller i respatller hi ha columnes de jaspi que delimiten les cadires. A les fornícules es veuen escultures d'alabastre, el tema de les quals és el mateix que el de les taules de fusta de les cadires. Aquesta arcuació renaixentista deu el seu disseny a l'arquitecte Alonso de Covarrubias, el mestre major de la catedral.

## Sagristia i sales annexes

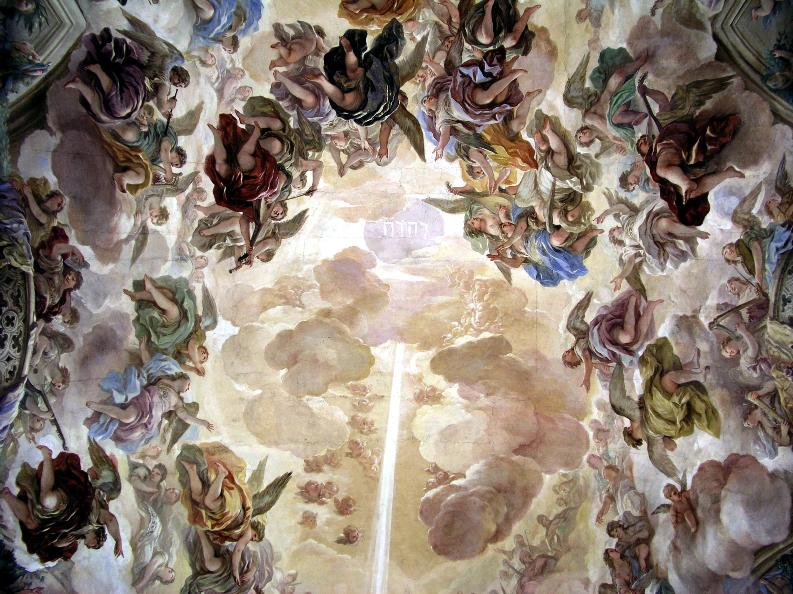
Sostre de la sagristia pintat per Lucas Jordán. El raig de llum simbolitza el trencament del cel en el moment de l'aparició de Maria que imposa la casulla a sant Ildefons.

La sagristia és una construcció de grans proporcions que consta, a més d'altres espais contigus com l'avantsagristia, el vestuari i la col·lecció d'indumentària. La avantsagristia té planta rectangular. És una estança decorada amb grans pintures dels artistes italianitzants Vicente Carducho i Eugenio Caxés, més Francisco Ricci i Lucas Jordán. Francisco Vergara el Vell i Juan Bautista Monegro dissenyaren els plànols de la sagristia en estil herrerià. La volta de canó, amb llunetes, està fastuosament decorada amb les pintures de l'artista napolità Lucas Jordán. El tema principal és la Imposició de la casulla a sant Ildefons, tema que apareix repetit per tota la catedral tant en pintures com en escultures. A les parets hi ha exposades una gran varietat de pintures emmarcades amb molt de luxe, que formen una pinacoteca de gran valor. Són obres d'artistes com Luis de Morales, Pedro de Orrente, Juan Pantoja de la Cruz, Juan de Borgoña, Luis Tristán, Anton van Dyck, Francisco Goya, entre d'altres. A la sagristia també hi ha diversos objectes valuosos, com la Bíblia rica de sant Lluís, el rei de França, una adquisició d'Alfons X el Savi; data de 1250, i conté 750 miniatures a tota plana i 5.000 de repartides pels tres volums.
Les pintures més valorades són les quinze obres de El Greco, amb l'existència d'un apostolat complet. Sobretot destaca L'espoli, obra realitzada entre 1577 i 1579, i que està col·locada com un retaule al fons de la sala; està emmarcada entre dues columnes marmòries corínties obra d'Ignacio Haan. La composició del quadre no va satisfer el capítol catedralici, ja que no acceptaven el fet que sobre el cap de Crist apareguessin d'altres personatges, van al·legar que eren «impropietats que enfosquien la història i devaluaven Crist». Aquests diferències, i la manca d'acord amb el que volia cobrar l'artista, els va portar a iniciar un plet contra el pintor. El Greco s'havia inspirat en icones romanes d'Orient de temes com el Bes de Judes o Arrest de Jesús, on la multitud envolta Crist i se situa per damunt del seu cap. El contrast estètic entre la quietud i la malenconia del rostre del Salvador i els rostres tristos que l'envolten és sorprenent. Per a Josep Gudiol Ricart és una de les millors obres del pintor i una obra capital de la història de la pintura europea.

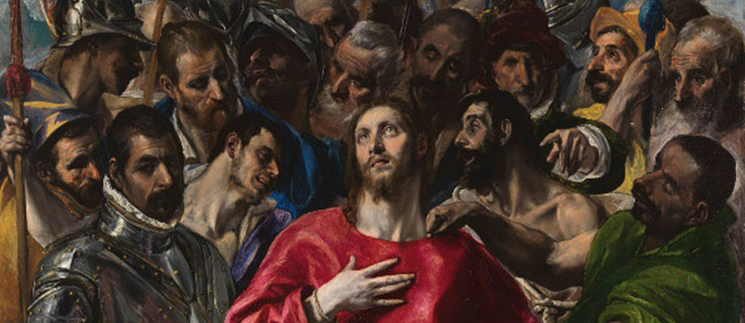
El Capítol de la catedral, que havia encarregat el quadre L'espoli, va trobar teològicament injustificable que els caps de l'escorta sobrepassessin el de Crist. El conflicte acabà amb un plet.

A la sala següent es troba el vestuari, amb el sostre pintat per Claudio Coello i José Donoso. En aquest espai es guarden unes bones pintures, rèpliques de Tiziano (El papa Pau III), Velázquez (El cardenal Gaspar de Borja) i Giovanni Bellini (L'enterrament de Crist). Hi ha una altra sèrie de pintures de grans artistes que en conjunt arriben a constituir un autèntic museu.
En un altre espai hi ha la col·lecció d'indumentària amb un bon nombre de peces valuoses. Hi ha un total de setanta ternos; capes pluvials dels segles xvi i xvii, algunes brodades pel pare d'Alonso de Covarrubias. Destaca la capa de l'arquebisbe Sanç d'Aragó i d'Hongria, fill de Jaume el Conqueridor, brodada amb emblemes heràldics. Un altre peça rellevant és la capa del cardenal Gil de Albornoz amb un brodat gòtic d'escenes de la Bíblia i de sants, principalment anglesos. Es conserva el capell i una banda brodada de la gran capa que va portar Carles V en la seva coronació a Aquisgrà.
Hi ha exposat un estendard àrab guanyat en la batalla del riu Salado. La col·lecció de tapissos supera els setanta exemplars. Molts són cartons de Rubens, un regal que va fer l'arquebisbe Fernández Portocarrero, en un encàrrec per a la catedral. Alguns s'exposen en els murs de la catedral durant els dies de la festivitat del Corpus Christi.

## Les capelles
Les capelles majors i menors concebudes dins el projecte de Rodrigo Jiménez de Rada envoltaven en els seus orígens la capçalera de la catedral. D'elles, algunes van desaparèixer i d'altres es van ampliar o van reordenar. De les menors només romanen les capelles de Santa Ana i San Gil. De les majors, es conserven amb elements de la primera època les de San Juan Bautista i Santa Leocadia. Només alterades a la seva ornamentació romanen la capella «de los Reyes Viejos» i la de Santa Lucía. Les altres capelles van quedar modificades o van desaparèixer; tot i així, en algunes es pot reconèixer la seva embocadura: sis capelles petites de la girola van donar pas durant els segles xiv i xv a les capelles funeràries de San Ildefonso i Santiago; la del Cristo de la Columna (també anomenada de San Bartolomé) es va transformar a començaments del segle xvii per donar pas a la del Cristo de los Estudiantes (o Cristo de las Tapaderas); la de Santa Bárbara, la de San Nicolás, la de Santa Isabel i la de la Santísima Trinidad es van integrar en altres estructures encara que alguns detalls permeten de reconèixer la seva anterior existència.
Després de les diferents modificacions es troben les esmentades capelles de los Reyes Viejos, de San Juan Bautista, de Santa Leocadia i de Santa Lucía, a més a més de la de San Eugenio, la de San Blas, la de San Pedro i la de los Reyes Nuevos. La Capilla de Santa Lucía constitueix un dels pocs espais on es poden copsar restes de l'antiga mesquita. En les successives obres de remodelatge, gairebé sempre es va seguir el criteri d'avançar des de la capçalera de la catedral cap al mur, i això explica bé el traçat actual, de vegades caòtic respecte als primers dissenys.

### Capilla Mayor

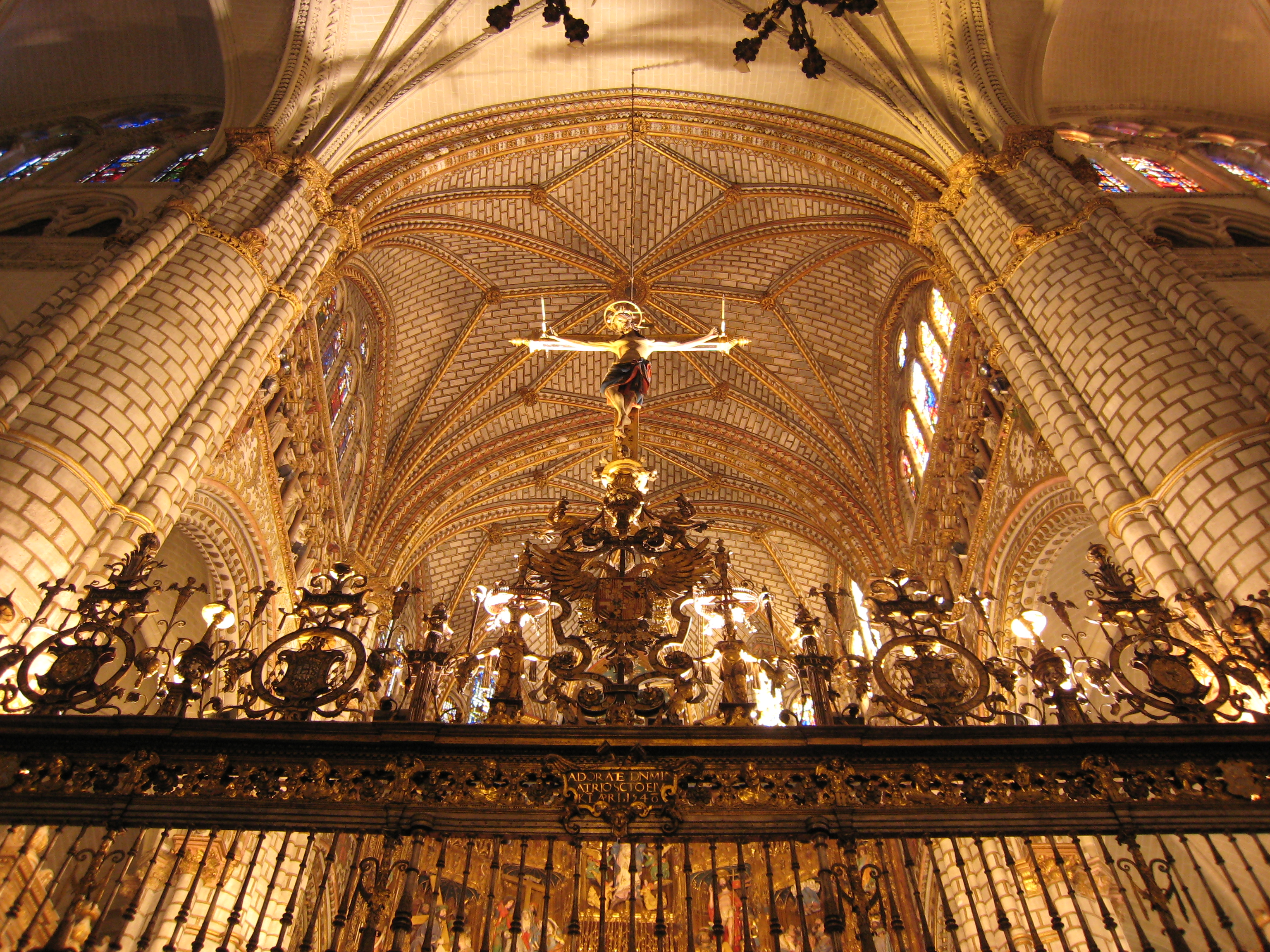
Entrada a la Capilla Major

La Capilla Major de la catedral acumula una gran riquesa en obres d'art, començant per la mateixa arquitectura del recinte. Al seu origen tenia dues parts diferenciades amb dues voltes independents. La volta poligonal pertanyia a la capella de los Reyes Viejos que quedava una mica separada. Amb aquesta divisió, el presbiteri era una mica estret i poc adequat per la catedral. El cardenal Cisneros va tenir molt clar que calia reconstruir aquesta part de l'edifici i després d'alguns enfrontaments amb el Capítol catedralici va poder demolir la de los Reyes Viejos, fer el presbiteri més ampli i donar espai suficient per col·locar al gran retaule gòtic que ell mateix havia encarregat. Tot el presbiteri està treballat i cisellat amb figures de totes les mides i figures mitològiques.

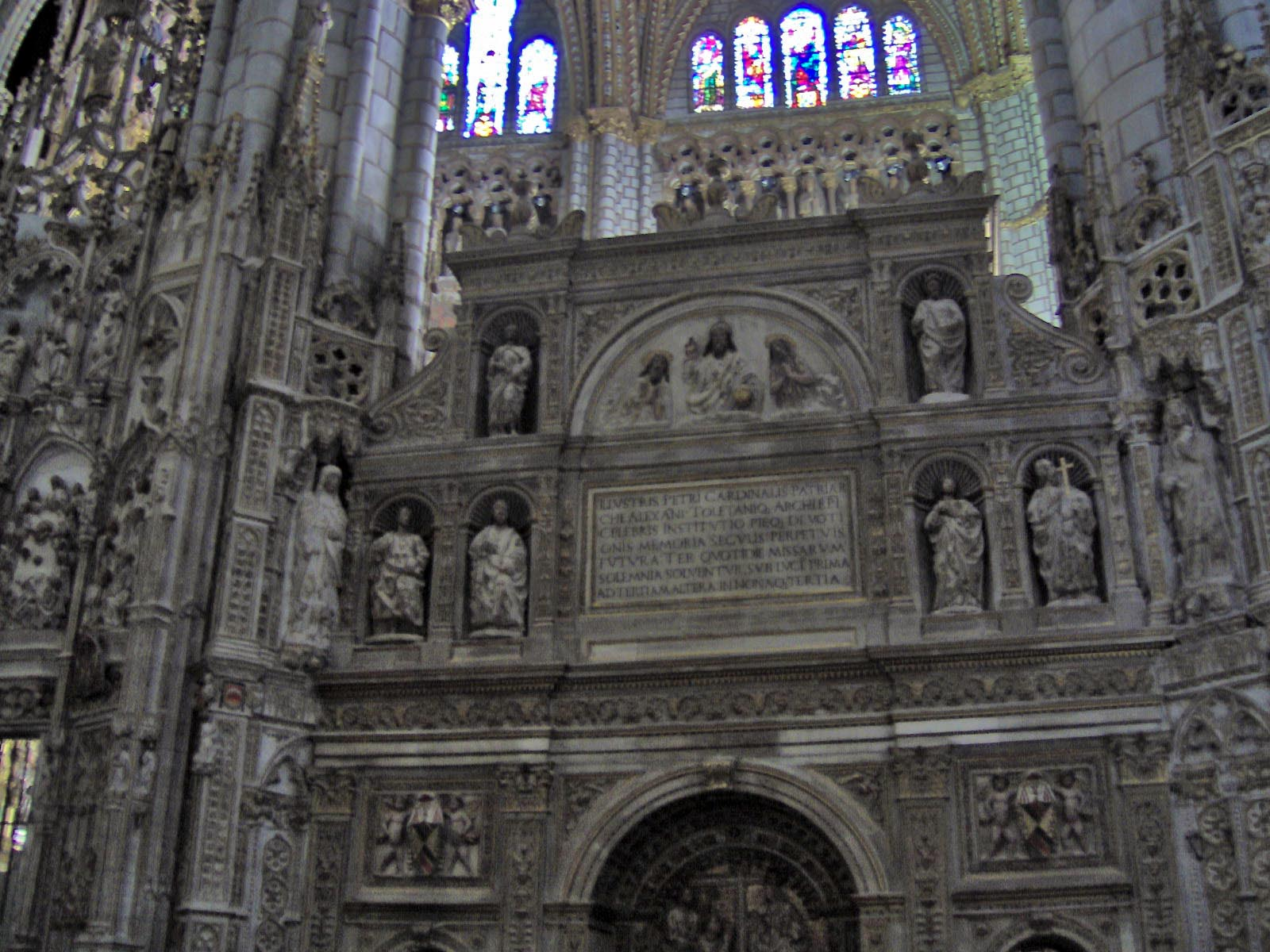
Detall del sepulcre del cardenal Mendoza

Hi ha, a un costat, els sepulcres d'Alfons VII i Sanç III, i a l'altre, els de Sanç IV i l'infant Pere Alfons (1330-1338), un fill bastard d'Alfons XI. Dues imatges dels reis van ser executades per Copín de Holanda i policromades per Francisco de Amberes de Toledo. És una capella que conté tres altars. L'altar de la dreta té unes importants pintures de Luis Medina i Francisco Ricci. Sota l'altar major està la capella del Sepulcre, que és com una cripta; és baixa, amb volta de creueria i sostinguda per pilars.
La reixa és de ferro i bronze daurat amb balustres i està col·locada sobre un sòcol de jaspi i marbre. Forma uns relleus en el que hi ha representades històries sagrades i té un fris de grotescs. Al centre es troba l'escut de Carles V amb l'àguila bicèfala i, per sobre, el canelobre llaurat que serveix de peanya al gran Crucifix, una peça demanada pel Capítol catedralici per quan finalitzessin les obres. Va ser signada per Villalpando en un racó amb les paraules Labor ubicumque (treball a totes parts).
El retaule de la Capilla Major és encara del gòtic florit. Disposa d'una important estatuària i amb una magnífica i delicada filigrana de pilars petits, agulles, dosserets, tot obra de Petit Juan. Va ser fet de fusta de làrix daurada i policromada per pintors com Francisco de Amberes, Juan de Borgoña i Fernando del Rincón. El sepulcre del cardenal Mendoza va ser el primer sepulcre castellà renaixentista. L'autoria de l'obra no està clara, però s'atribueix al florentí Jacopo Sansovino que més tard treballaria en la cort portuguesa amb un estil similar.

### Capilla Mozárabe

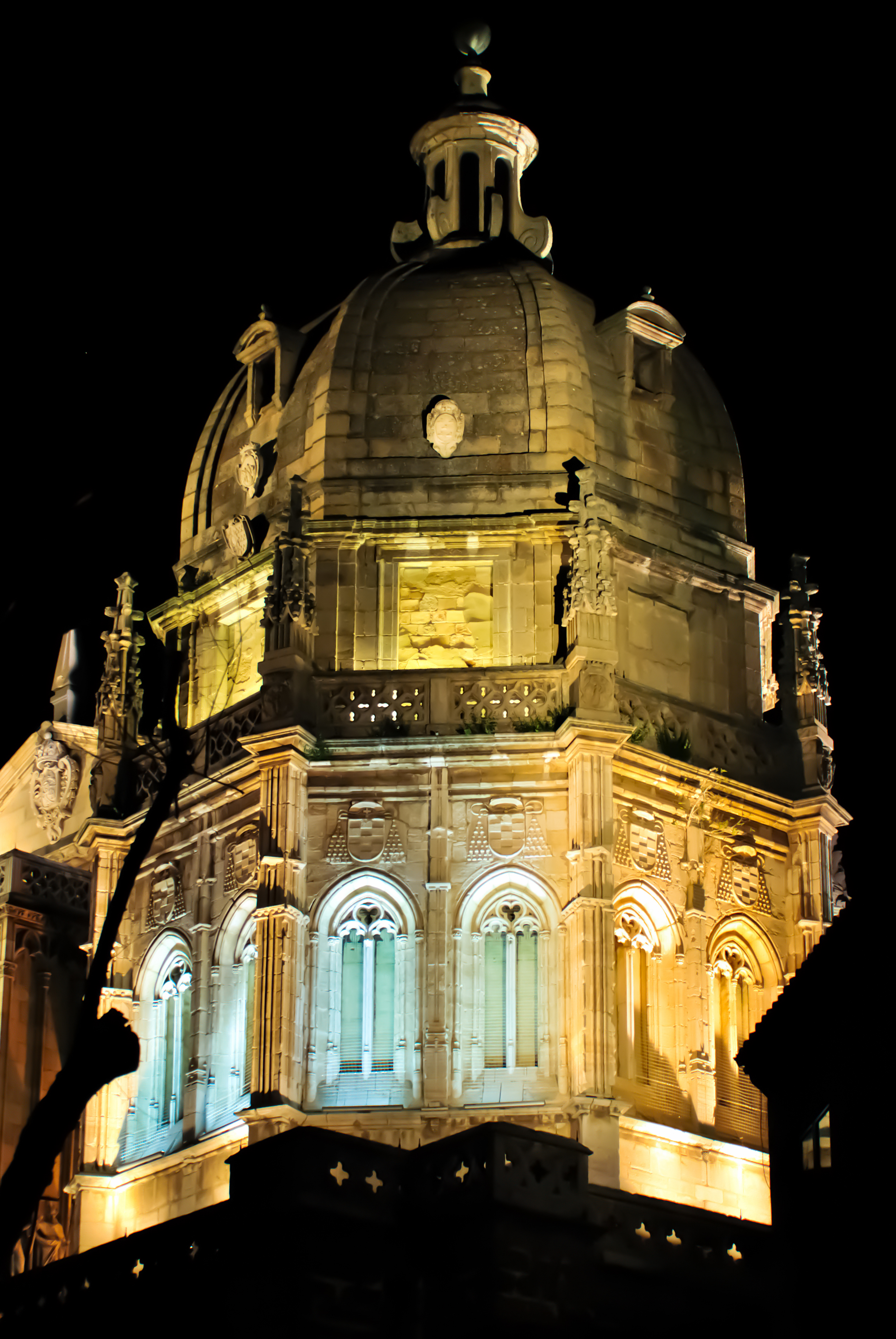
Cúpula exterior de la Capilla Mozárabe

La Capilla Mozárabe està situada en el lloc d'una torre que mai no es va construir. El nom original, donat pel Cardenal Cisneros el 1500, va ser «del Corpus Christi» i la seva funció era el manteniment del ritu mossàrab. La construcció s'atribueix a Enrique Egas mestre major de la catedral a començaments del 1500, i el cimbori original va ser realitzat per Juan de Artega i Francisco de Vargas. L'actual cúpula, del 1631, és obra del fill d'El Greco, Jorge Manuel Theotocópuli, que la va dissenyar per potenciar la lluminositat. Juan de Borgoña realitzà les pintures que hi ha sobre la conquesta d'Orán, i en elles apareix representat el cardenal Cisneros.
La reixa gòtica que dona pas a l'interior de la capella és de Juan Francés (1524); té, entre altres elements d'ornamentació, els escuts de Cisneros. L'altar està realitzat en bronze i marbre de diversos colors, obra de Juan Manzano del segle xviii. En el centre es pot veure una imatge de la Mare de Déu amb l'Infant, un mosaic del segle xviii. Per damunt del retaule hi ha un crucifix fet d'una peça, tallat en arrel de fonoll mexicà, que el 1590 portà d'Amèrica fra Gabriel de San José.

### Capelles del costat de l'Epístola
Es fa la relació començant pels peus de la nau lateral del costat de l'Epístola. La primera de totes seria la Capilla Mozárabe ja esmentada. A continuació i sempre al mateix mur, es troben dos sepulcres ubicats sota dos arcs de mig punt, obra d'Alonso de Covarrubias realitzades el 1514. Pertanyen a Tello de Buendía, bisbe de Còrdova i ardiaca de Toledo (a la dreta) i a Francisco Fernández de Cuenca, ardiaca de Calatrava (a l'esquerra). Les altres capelles són:
- Capilla de la Epifanía. Dona nom a la capella la pintura sobre el tema de L'adoració dels Reis Mags del retaule encarregat per Luis Daza i atribuïda l'obra a Juan de Borgoña. A la predel·la al costat de la representació del Sant Enterrament es troba una figura del comitent, el capellà Daza. La tanca una reixa de l'estil emprat pel ferrer Juan Francés, que va fer algunes del mateix estil en altres capelles de la catedral.[64]

- Capilla de la Concepción. Aquesta capella va ser fundada per Juan de Salcedo que va morir el 1504 i va ser enterrat en un sepulcre; l'estàtua jacent presenta motius ornamentals renaixentistes. Al fons del nínxol es troba entre altres detalls la data de finalització de la capella el 1502. Igual que a la capella de l'Epifania la reixa és atribuïda a Juan Francés i el retaule a Juan de Borgoña.[65]

- Capilla de San Martín. També es tanca amb una gran reixa, signada per Juan Francés. Té un bon retaule on es creu que van treballar els mestres Juan de Borgoña i Francisco de Amberes. Està dividit en tres carrers i cinc trams. Als murs laterals es troben els sepulcres amb les figueres jacents sota arcosolis dels canonges Tomás González de Villanueva i Juan López de León.[66]

- Capilla de San Eugenio. Anteriorment, fins al 1430, es va anomenar capella o parròquia de San Pedro; es va canviar el nom en temps de l'arquebisbe Sancho de Rojas. Té la particularitat de conservar l'arquitectura originària del segle xiii. Es tanca amb una reixa molt semblant a les altres signades per Juan Francés. Al retaule està la imatge del sant titular, arquebisbe de Toledo, obra de Copín de Holanda.[63] Aquesta capella guarda una peça singular per la seva data i pel seu art: el sepulcre del cavaller Alguacil de Toledo anomenat Fernán Gudiel, mort el 1278[66]

A l'espai comprès entre aquesta capella i la Puerta de los Leones es troba la monumental pintura d'onze metres d'altura que representa a sant Cristòfol. Va ser realitzada el 1638 pel pintor Gabriel de Ruedas.

### Capelles de la girola i part de la capçalera
Les capelles originals eren petites i estaven disposades alternant la mida, segons era marcada per les voltes. Amb el temps es van fer reformes que van canviar per complet la col·locació i mida d'algunes d'elles. Es fa la descripció començant pel costat de l'Epístola (a la dreta).

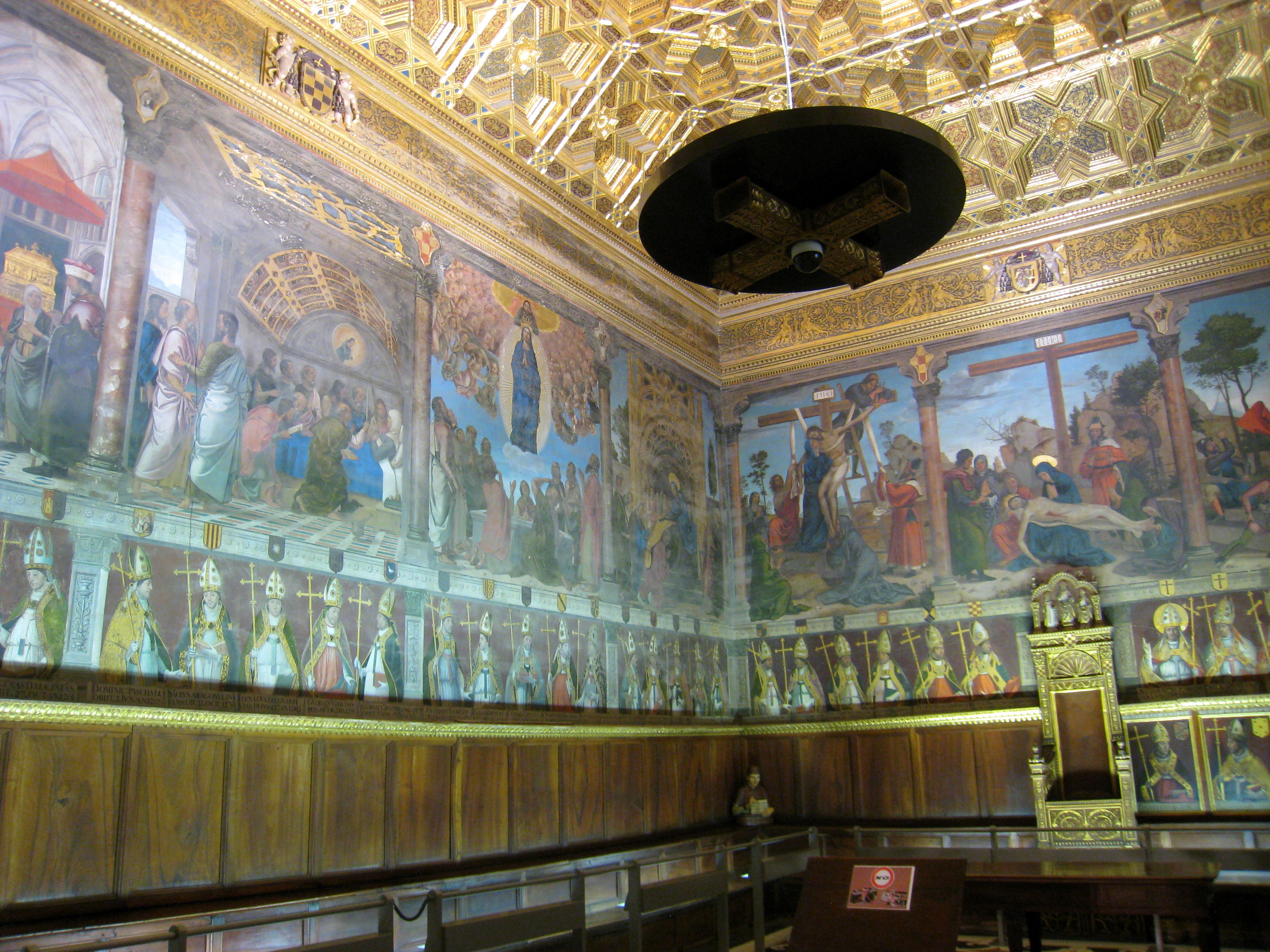
Vista general de la sala capitular

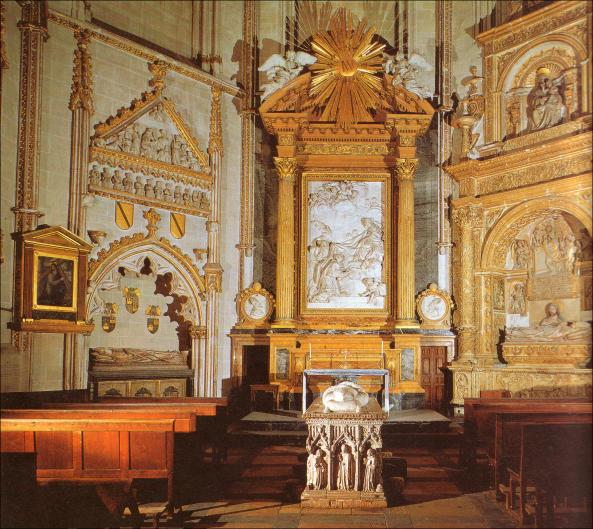
Capilla de San Ildefonso. El sepulcre del cardenal Gil de Albornoz està al centre.

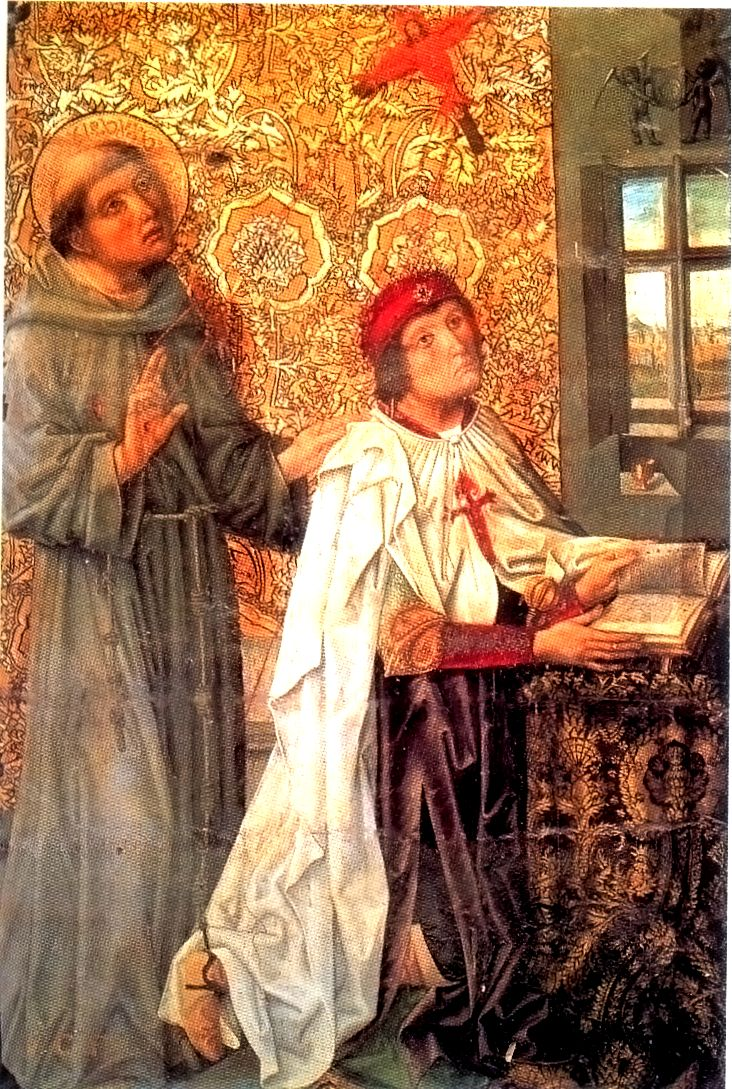
Álvaro de Luna y Jarana amb la capa de la Orde de Sant Jaume al pit, fragment del retaule de la Capilla de Santiago. Va ser Maestre de l'Orde de 1445 al 1453.

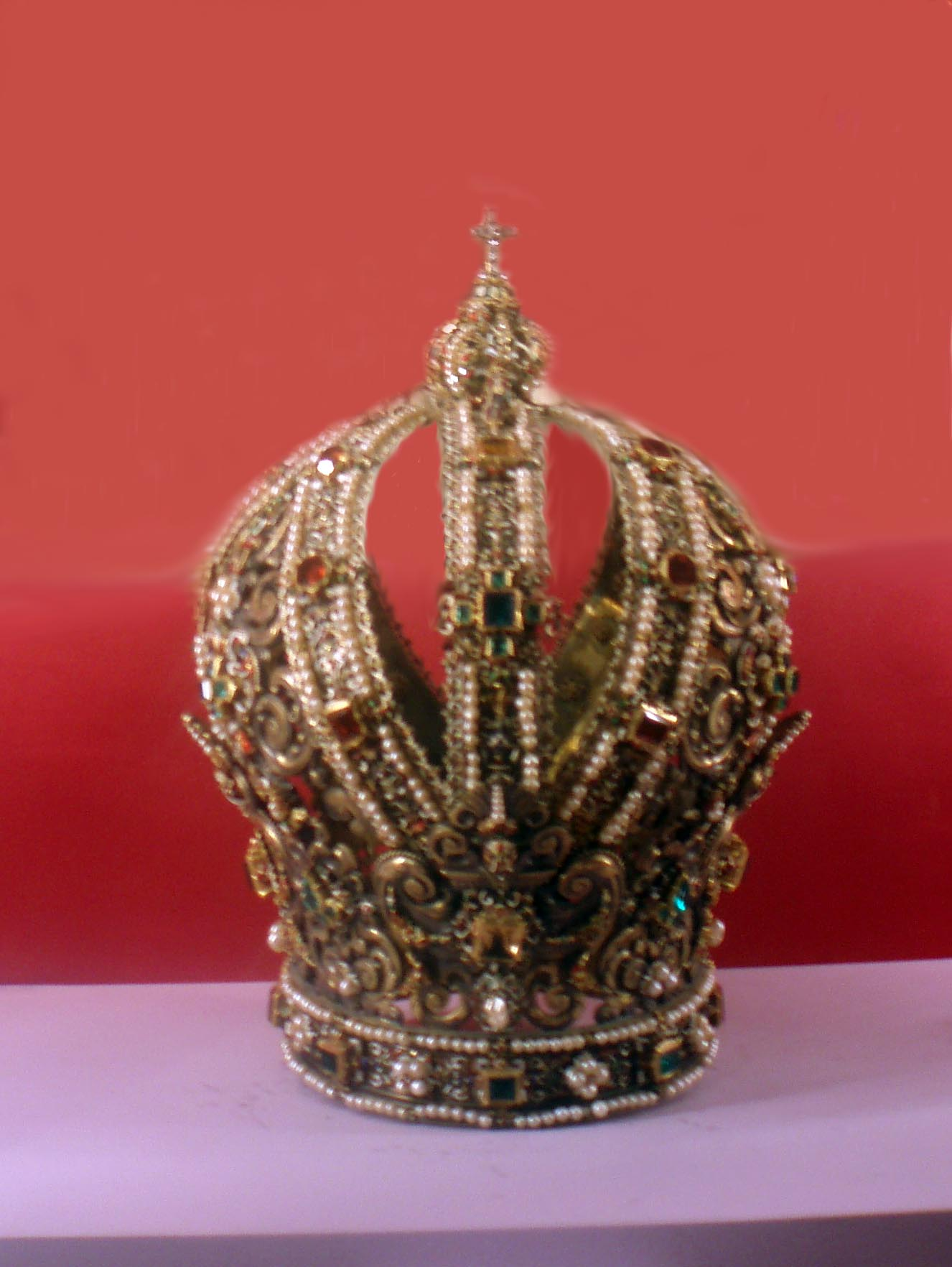
La corona de la Virgen del Sagrario està col·locada sobre una diadema que va pertànyer a Isabel la Catòlica.

- Capilla de Santa Lucía. També anomenada de San José, n'és una de les més antigues de la catedral. Es conserva la seva arquitectura primitiva del segle xiii; en concret, una columna i el seu capitell. Es guarden els quadres de Los Desposorios de la Virgen con San José de Blas del Prado; San Bartolomé de Maella i el de San Juan Bautista atribuït a José Ribera.[68]

- Capilla de los Reyes Viejos. Anomenada abans Capilla del Espíritu Santo, la de los Reyes Viejos va ser fundada per Sanç IV i estava ubicada a la part alta del presbiteri de la Capilla Mayor, on hi ha els sepulcres dels reis. El cardenal Cisneros la va desarmar i fer que la traslladessin al lloc que ocupa ara. La capella consta de tres retaules platerescs de Francisco Comontes.[69] L'autor de la reixa d'entrada (1529) fou Domingo de Céspedes, un dels ferrers renaixentistes més importants.[70]

- Capilla de Santa Ana. És de les capelles més petites; va ser fundada per Jiménez de Rada i restaurada per Juan de Mariana, que hi és sepultat. Hi ha una reixa plateresca.[71]

- Capilla de San Juan Bautista. Està tancada per una reixa gòtica. Al recinte es conserva un relicari amb un valuós Crist d'ivori. La capella té una sagristia, espai que corresponia a la que va ser Capilla de San Bricio. El seu fundador va ser Fernando Díaz de Toledo, mort el 1452, i que va sepultar en aquest lloc. Malauradament, el sepulcre va patir destrosses el 1790 i solament es va salvar la figura jacent que es va col·locar en un lateral de la capella.[72]

- Capilla de San Gil. Considerada una petita joia, va ser restaurada al segle xvi per Miguel Díaz, canonge i notari apostòlic, que està enterrat aquí. Miguel Díaz era un home de gusts artístics refinats; va fer pintar tot l'interior amb una decoració a l'estil pompeià, tendència que utilitzada al Monestir de l'Escorial.[72] Té un petit retaule de diferents marbres, les figures del qual s'atribueixen a Alonso Berruguete.[71]

- Sala Capitular. Encàrrec del cardenal Cisneros a l'arquitecte Enrique Egas, i construïda cap al 1504.[50] Hi ha tres espais: el primer (una antiga i petita capella) és una espècie de vestíbul pel que s'accedeix al segon espai que és l'avantsala capitular, amb un teginat mudèjar de llaceries realitzat per Francisco de Lara, que porta per acabament un fris plateresc. La porta d'accés a la Sala capitular és també una barreja de mudèjar i plateresc, obra de Bernardino Bonifacio de Tovar (1510).[73] Des de l'avantsala s'accedeix a través d'una bonica porta amb decoració mudèjar de l'anomenat «estil Cisneros».

- Capilla de San Nicolás, fundada per l'arquebisbe Gudiel al segle xiii i Capilla de la Trinidad, restaurada pel canonge Rafael Gutiérrez Díaz al segle xiv.

- Capilla de San Ildefonso. Situada a l'eix central de la girola i davant del «Transparente». La capella va ocupar l'espai de tres capelles antigues. És de planta octogonal, sent de les primeres en que s'adopta aquest model per a capelles funeràries.[74] S'observen clarament tres estils: el gòtic –als arcs, voltes i algun sepulcre–, el plateresc –al sepulcre del bisbe d'Àvila, Alonso Carrillo Albornoz–, i neoclàssic –al retaule central–. El gran relleu del centre del retaule, del segle xviii, tracta el tema de la Imposició de la casulla a sant Ildefons; està realitzat en marbre i és obra de Manuel Francisco Álvarez.[50]

- Capilla de Santiago. Anomenada també Capilla de Álvaro de Luna y Jarana qui l'encarregà i on està enterrat ell i la seva família. És de les capelles més grans de la girola, ja que ocupa l'espai de tres de les antigues capelles. És de planta vuitavada en un estil flamíger molt depurat i selecte.[n. 5] La seva filla María de Luna va ser qui va manar esculpir els sarcòfags dels seus pares el 1498, segurament la data de la terminació de la capella. La construcció fou realitzada per l'equip d'Hannequin de Brussel·les.[75]

- Capilla de los Reyes Nuevos. S'anomena així en honor dels Trastàmara, ja que molts d'ells es troben enterrats en aquesta capella.[76] Més que una capella pot considerar-se una petita església. Consta d'una nau amb dos trams i un absis poligonal, més una sagristia i un vestíbul d'entrada, una solució original de Covarrubias.[19] Es va construir entre 1531 i 1534. Els dos trams de la nau queden separats per una reixa de Domingo de Céspedes. El primer tram forma el cos de la petita església amb alguns altars i al segon tram és on es troben els sepulcres reials traslladats i posats en arcosolis renaixentistes, obra d'Alonso de Covarrubias.[19]

- Capilla de Santa Leocadia . Mostra una gelosia de pedra d'estil flamíger. És la capella funerària del canonge Juan Ruiz Ribera que la va fer restaurar el 1536. A la paret frontalera està enterrat el seu oncle Juan Ruiz el Vell. Al retaule hi ha la imatge titular de santa Leocàdia, una pintura del segle xviii de Ramón Seyro, un deixeble de Mariano Salvador Maella.

- Capilla del Cristo de la columna. Destaca el retaule atribuït a Copín de Holanda, on es mostren unes talles de Crist lligat a la columna entre sant Pere i sant Joan.

- Capilla de la Virgen del Sagrario. Juntament amb la capella següent, anomenada del Ochavo, constitueixen el millor exemple d'edificacions herrerianes, un estil de finals del segle xvi. Fou un encàrrec del cardenal Bernardo de Sandoval i Rojas realitzat per Nicolás de Vergara el Mozo; les obres es van acabar cap al 1616.[77] Els murs estan revestits de marbres i la seva gran cúpula es recolza sobre petxines. Al mur nord està l'altar amb la imatge de la Verge i en un dels laterals, el sepulcre del cardenal Sandoval i Rojas.[19] Aquesta capella ha servit de sepultura a un nombre considerable d'arquebisbes de Toledo.[78]

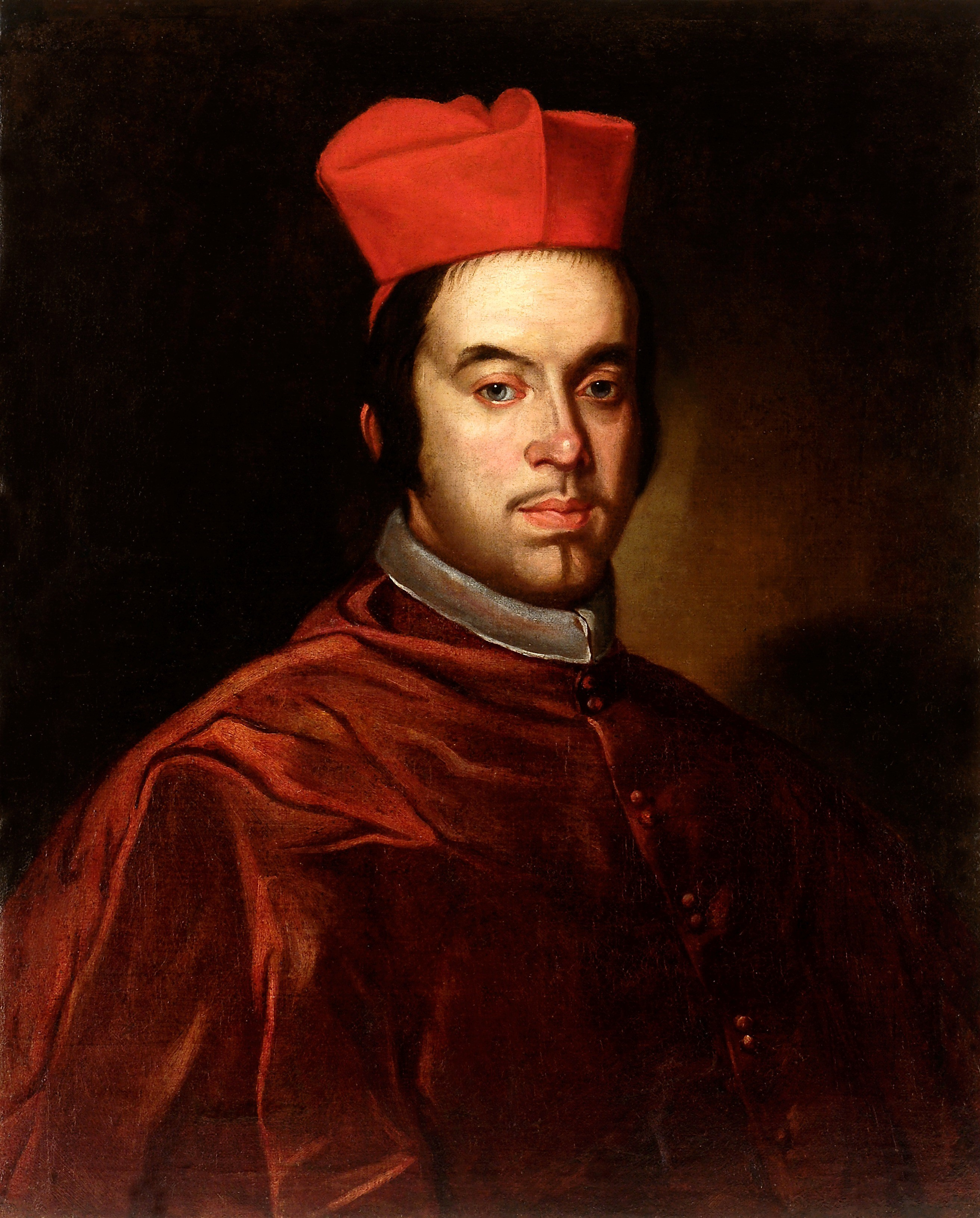
Retrato del Cardenal Portocarrero per Juan Carreño de Miranda, comitent dels frescos de Ricci y Carreño a la Capella del Ochavo.

- Capilla del Ochavo. Anomenada també del Relicario per les nombroses relíquies que s'hi guarden. És de planta vuitavada i està rematada per una cúpula amb llanternó que descansa sobre un tambor, obra de Jorge Manuel Theotocópuli.[19]

### Capelles del costat de l'Evangeli
- Capilla de San Pedro. Encarregada per l'arquebisbe Sancho de Rojas (segle xv) –hi és enterrat–, i executada per Alvar Martínez. Més que una capella és una petita església que fa de parròquia amb una nau de dos trams, voltes de creueria i un absis poligonal.[79]

- Capilla de la Piedad. Encarregada pel canonge tresorer Alfonso Martínez per a la seva sepultura. L'altar està dedicat a santa Teresa, una imatge atribuïda a Pedro de Mena o al seu taller. Hi ha la Piedad del Tesorero (c. 1400), d'origen alemany.[80]

- Capilla Bautismal. El més notable és la reixa d'accés, de Domingo de Céspedes de l'any 1524, un treball força original; està policromada i daurada i en un dels cossos està representada l'escena del baptisme de Jesús. La pila baptismal és una bona peça feta en bronze, plena d'elements gòtico-renaixentistes.[81]

- Capilla de Nuestra Señora de la Antigua. Consagrada a Nuestra Señora de la Antigua, la imatge de la qual es venera perquè es creu que era anterior a l'arribada dels àrabs. La reixa és de l'any 1634, i els seus balustres estan disposats en ventall, seguint les característiques d'algunes reixes que es van fer a Biscaia.[82]

- Capilla de Doña Teresa de Haro o del Cristo de las Cucharas, amb referència als cullerots del blasó de la família López de Padilla. Va ser fundada per Teresa de Haro, dona del mariscal Diego López de Padilla.[82] La reixa de l'època gòtica és d'autor anònim, i és semblant a la de les capelles de l'Epifanía, San Martín i de la Concepción.[81]

### Capilla de San Blas
La Capilla de San Blas està per sota el nivell de la planta de la catedral i s'accedeix des del mateix claustre. Està coberta per una volta octagonal i té una planta quadrada. Fou acabada abans de la mort de l'arquebisbe comitent Pedro Tenorio (1399), que reposa en un sepulcre gòtic situat al centre de la capella. Recentment s'ha realitzat una profunda restauració de les seves pintures.

## Tresor major de la catedral

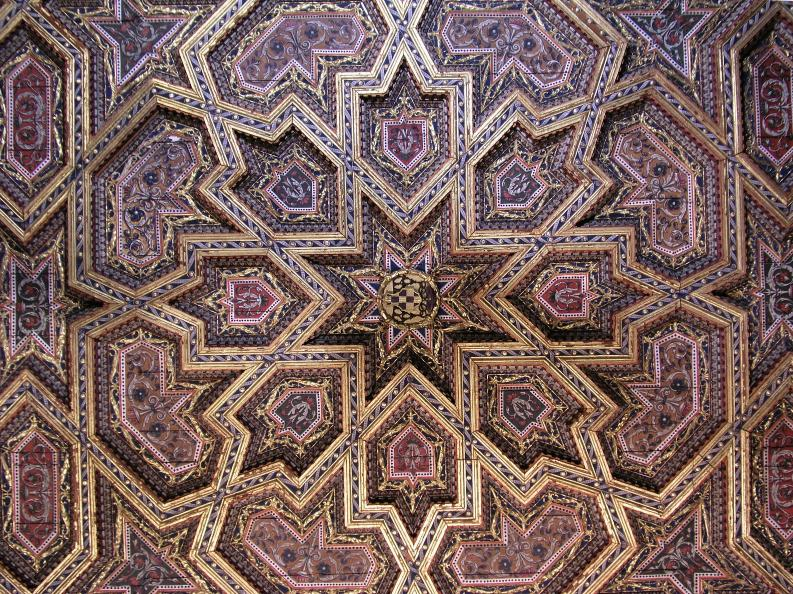
Tejinat del sostre de la Sala del Tresor

El tresor està situat en el que va ser l'antiga Capilla de San Juan Bautista, anomenada del Quo Vadis, o de la Torre. Ocupa l'espai frontaler a la Capilla Mozárabe, al costat nord, just sota la torre. De fet mai no va ser una veritable capella, sinó que va servir de sagristia a la Capilla de los Reyes Nuevos abans del seu trasllat. Té una portada molt singular, perquè al principi havia de ser la capella funerària del cardenal Juan Pardo de Tavera, pel que es pot veure en ella escultures i al·lusions tant a la mort com la persona del cardenal.
La portada va ser dissenyada per Alonso de Covarrubias. Consta d'un arc de mig punt, tancat, on s'obre la porta adovellada limitada per dues columnes molt adornades. Al timpà Covarrubias va llaurar un bust de sant Joan Baptista, dintre d'un tondo, subjectat per àngels; aquest sant era el patró del cardenal Tavera. Sobre l'arc hi ha una fornícula on es troba el grup escultòric del Quo Vadis sobre fons de petxina de pelegrí, en al·lusió a la mort (capella funerària), és obra de l'escultor Olarte. El grup està limitat per columnes balustrades d'una rica ornamentació. A ambdós costats de la fornícula es veuen els escuts del cardenal Tavera (que es tornen a repetir a mida més petita a l'espai que hi ha entre el revolt de l'arc de l'entrada i el grup de Quo Vadis, sostinguts per dos àngels; sota seu, els escuts del canonge López de Ayala que va ser un gran mecenes de la catedral. El sostre de la capella està cobert per un magnífic teginat de guixeria mudèjar.
A l'interior es mostren múltiples vitrines que guarden el tresor de la catedral que consisteix en objectes litúrgics, reliquiaris, bàculs, robes, llibres, etc. Hi ha dues bones talles: una de Juan Martínez Montañés i una altra de Pedro de Mena.
A una de les vitrines es guarden dos tresors de valor històric: una creu pectoral, regal del papa Joan XXIII i un calze, regal del mariscal Pétain, cap d'estat francès entre 1940 i 1944. Una obra curiosa i d'un cert valor és la creu pintada sobre fusta de Fra Angelico. Té l'originalitat d'estar pintada per tots dos costats: al davant es veu Crist encara viu i al darrere, Crist mort. Va ser un regal que va fer el 1936 Benito Mussolini. La peça més valuosa i important és la monumental custòdia d'Enrique de Arfe, obra de 1517-1524.

### Custòdia

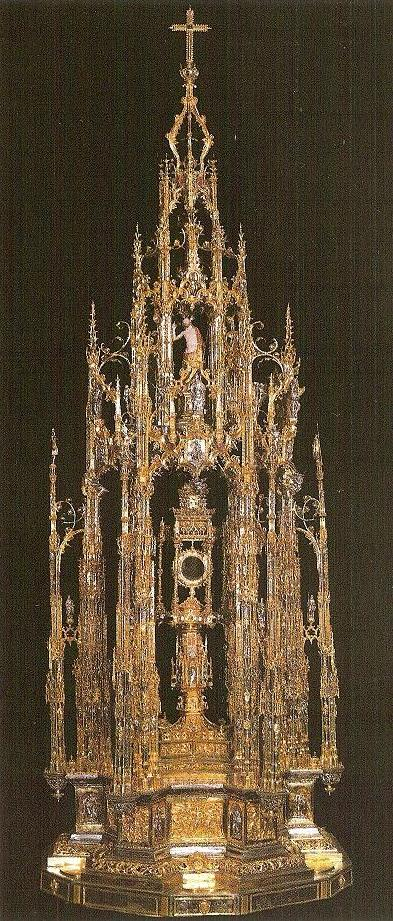
Custòdia d'Enrique de Arfe

Aquesta meravellosa peça va ser un encàrrec del cardenal Cisneros i es va elaborar entre 1517 i 1524. És de traçat gòtic arcaïtzant i d'una gran bellesa arquitectònica, amb una gran semblança estilística a la de fusta del retaule major de la catedral. En un principi es va llaurar en argent però a la fi del segle xvi l'arquebisbe Quiroga va manar que es daurés, per fer joc amb la custòdia interior d'or que procedia d'una anterior d'Isabel la Catòlica. La custòdia va trigar set anys a ser acabada i el seu cost va superar els quinze milions de morabatins, dels quals Enrique de Arce va rebre, a més a més dels 2.700 reals estipulats, un regal de 2.500 morabatins que el capítol catedralici li va lliurar el Nadal de 1523, molt satisfets pel seu treball.
És de planta hexagonal i es va elevant en columnes que estan perfectament executades, amb adorns en pedreria i figures variades d'àngels, sants, florons, campanetes i espigues. El conjunt es tanca en l'últim cos on està col·locada una creu del segle xvi. La peanya sobre la qual se sosté és barroca, del segle xviii. La part més antiga del conjunt correspon al nucli central on està la custòdia. Aquesta custòdia d'or pur, va ser elaborada a Barcelona per l'orfebre Jaume Aymerich, a finals del segle xv. Va ser un encàrrec d'Isabel la Catòlica per al seu ús privat.
Quan va morir la reina, els seus marmessors van fer complir diverses promeses testamentàries; van haver de vendre part de les seves pertinences entre les quals es trobava aquesta custòdia. La van comprar els canonges de la catedral de Toledo cap a 1505 i anys més tard va ser quan a instàncies del cardenal Cisneros van decidir ampliar-la amb la gran obra d'Enrique de Arfe. De fet l'artista va construir la seva obra com un tabernacle per incloure en el seu interior l'antiga custòdia de la reina, de 80 centímetres d'altura. La custòdia està subjectada per 12.500 cargols, 5.600 peces diverses i 260 figures. Es van utilitzar 183 kilograms d'argent i 18 d'or. Entre les inscripcions gravades, es pot llegir:
| « | El senyor Francisco Jiménez [Cardenal Cisneros], Arquebisbe de Toledo, Governador d'Espanya i conqueridor de l'Àfrica, va manar fer aquesta custòdia del Santísimo Cuerpo de Cristo, la qual es va concloure en seu vacant, estant Obrero Diego López de Ayala. Any del Senyor 1524. | » |

## Vitralls

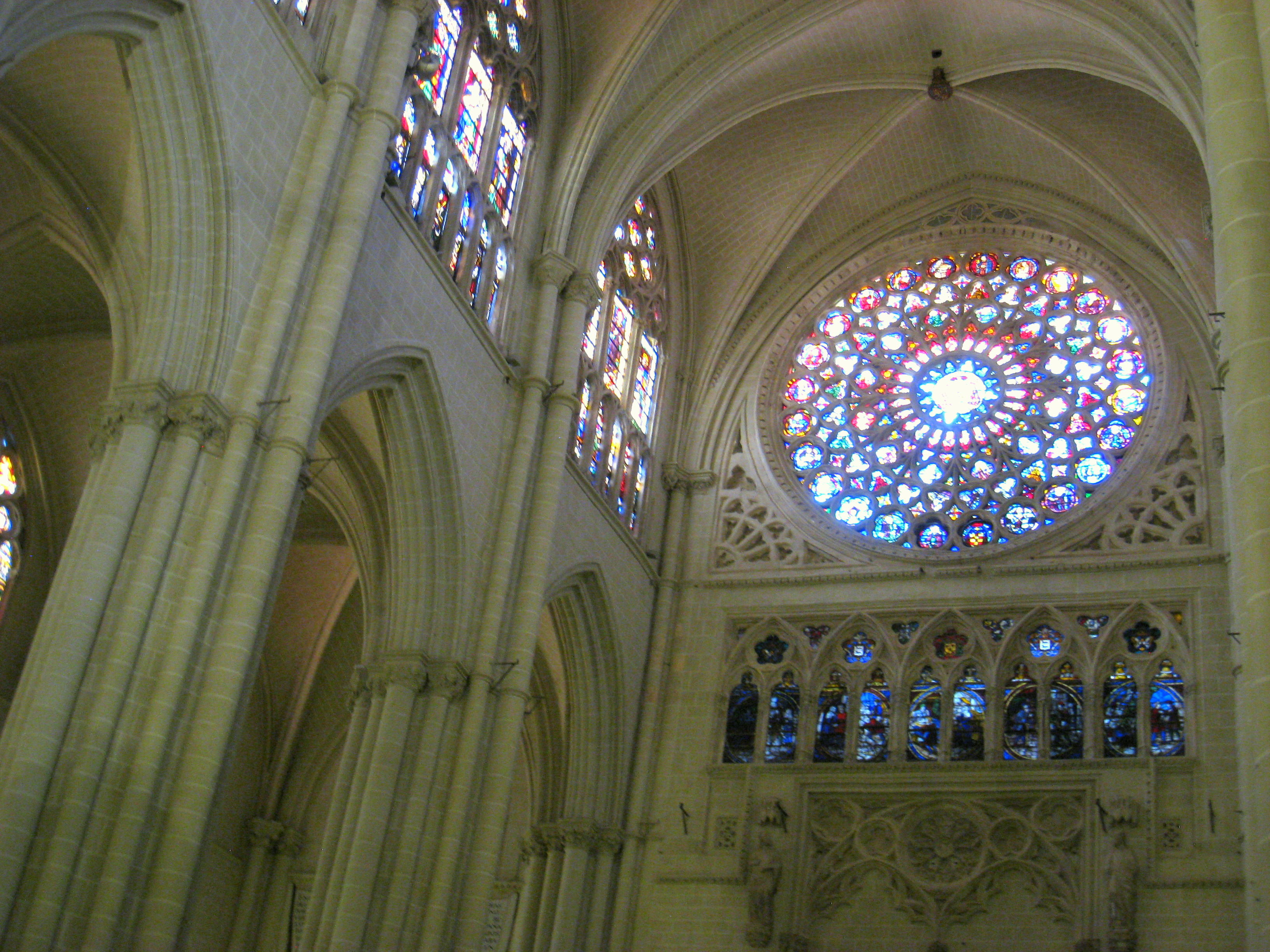
Rosassa i vitralls de la catedral

Els vitralls de la catedral constitueixen una obra d'art destacable, ja que és un dels edificis castellans que més vidrieres medievals ha conservat. La seva realització va des del segle xiv al segle xvii, més les posteriors restauracions del segle xviii; s'observa una evolució característica dels canvis d'estil.
Moltes de les vidrieres del segle xv apareixen documentades. Se sap que a les de la Capilla Mayor i algunes del creuer hi va treballar el vidrier Jacobo Dolfin i el seu criat Luis, a les del creuer meridional i en alguns finestrals de la nau major, pel costat de l'epístola, ho va fer els mestres Pedro Bonifacio, Cristóbal, i el monjo alemany Pedro. Més tard apareix la participació local del mestre toledà Enrique.
Els vitralls pertanyents al segle xvi estan confeccionades amb dibuixos renaixentistes. Hi van treballar mestres reconeguts com Vasco de Troya (1502), Juan de Cuesta (1506) i Alejo Ximénez (1509-1513) que elaborà els de les naus laterals i els de la façana oest. La rosassa i els vitralls de la Puerta de los Leones són obra de Nicolás de Vergara el Mozo.
A començaments del segle xviii es continuaren fent vitralls per restaurar els que s'havien espatllat. L'artista Francisco Sánchez Martínez, un dels últims vidriers de la catedral, va ser un dels restauradors, encara que ja no es produeixen innovacions i els models es repeteixen. Durant la Guerra Civil espanyola els vitralls van patir destrosses però a finals del segle XX es va fer una bona restauració.

## Claustre

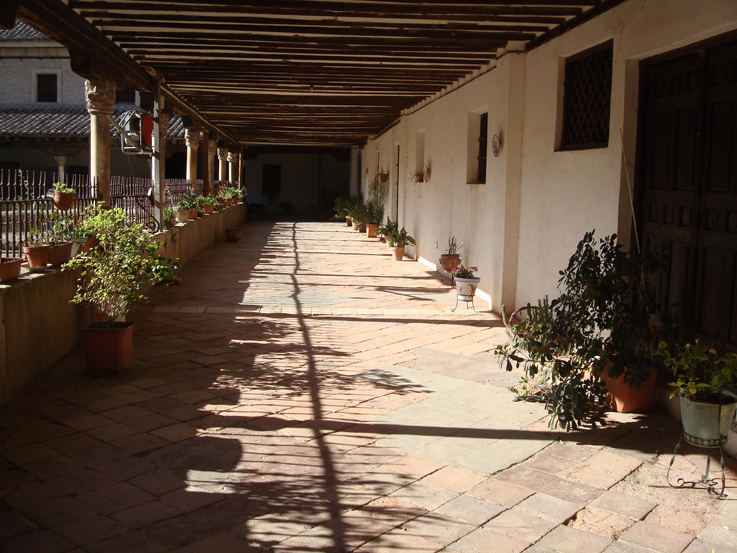
Galeria de la part alta del claustre

El claustre està construït sobre un antic barri comercial jueu situat a tot el costat nord de la catedral. Les obres van començar amb la col·locació de la primera pedra el 14 d'agost de 1389, sota el mandat de l'arquebisbe Pedro Tenorio i amb Rodrigo Alfonso de mestre d'obres, i van acabar el 1425 ja dirigides per Alvar Martínez. Com a conseqüència del relleu del terreny, es va construir un metre i mig per sobre del nivell de la planta de la catedral. Com a la catedral no hi vivia cap orde monàstic, el destí del claustre i d'altres parts de l'entorn van tenir funcions molt diferents: magatzem, aula d'estudi, espai de transaccions mercantils, etc. Va arribar a ser un lloc de reunió del municipi i una de les seves sales va ser una capella mossàrab. El claustre té accés a la sala capitular i a la Capilla de San Blas.
Consta d'una planta quadrada de 52 metres per costat i dos pisos d'alçada, i a cada crugia té cinc grans arcs ogivals que estan sostinguts amb contraforts. Aquests trams coincideixen amb la profunditat dels de la nau lateral de la catedral i es cobreixen amb voltes de creueria cuatripartita. Al segle xviii, les galeries de la planta baixa van ser tancades amb reixes. El 1776, el cardenal Lorenzana, a causa del mal estat en què es trobaven les antigues pintures de les galeries inferiors (segle xv), en va encarregar una sèrie de pintures al fresc a Francisco Bayeu i Mariano Salvador Maella; aquesta decoració mural va finalitzar el 1782.
Es van pintar tretze episodis relacionats amb la ciutat de Toledo. Els realitzats per Bayeu són: El niño de la Guarda, Prendimiento de San Eulogio de Córdoba, quatre pintures que narren la vida de sant Eugeni –el primer bisbe de Toledo–, d'altres tres sobre santa Casilda, i una sobre l'arquebisbe sant Eladi. D'altres dos frescs van ser realitzats per Maella i estan relacionats amb la història de Santa Leocadia, la patrona de Toledo.

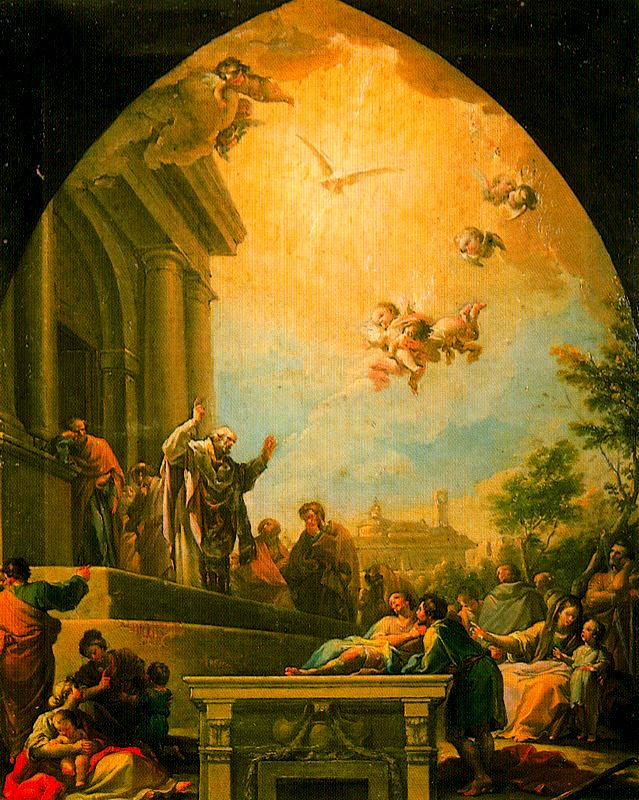
Predicación de San Eugenio
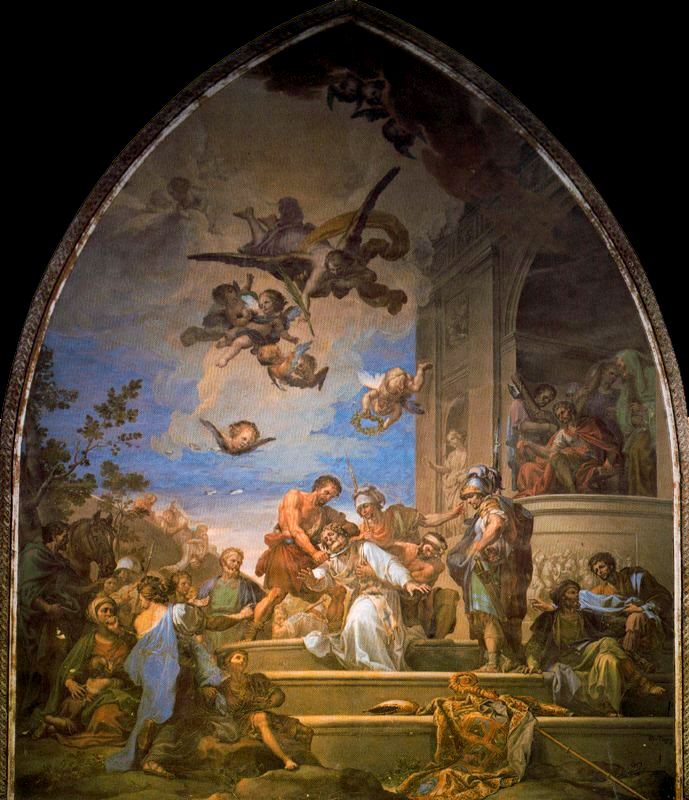
Degollación de San Eugenio
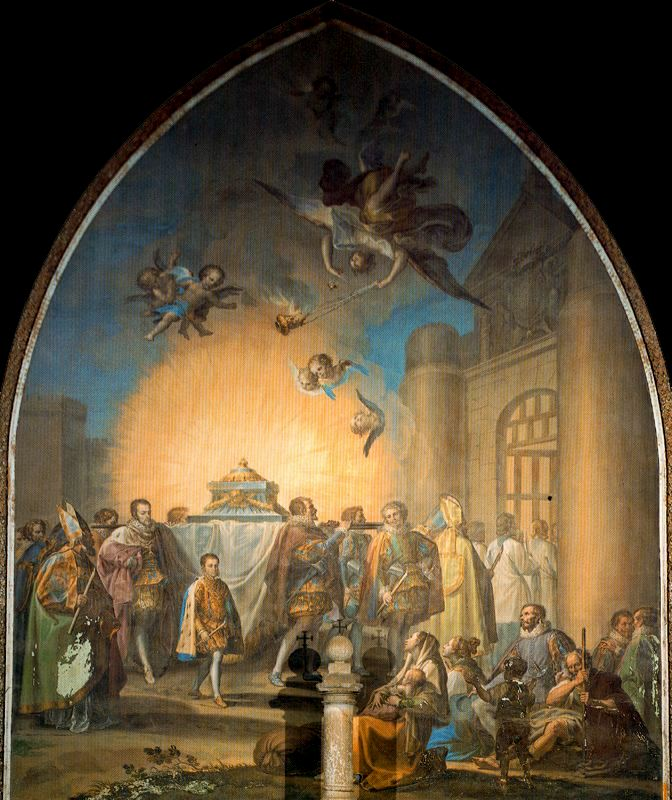
Traslación del cuerpo de San Eugenio
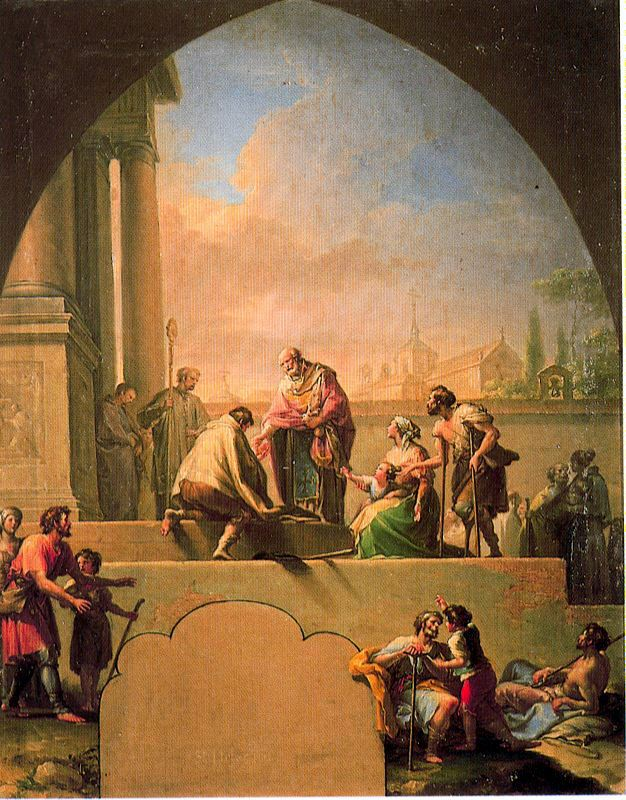
Limosna de San Eladio en Toledo

## Música de la catedral

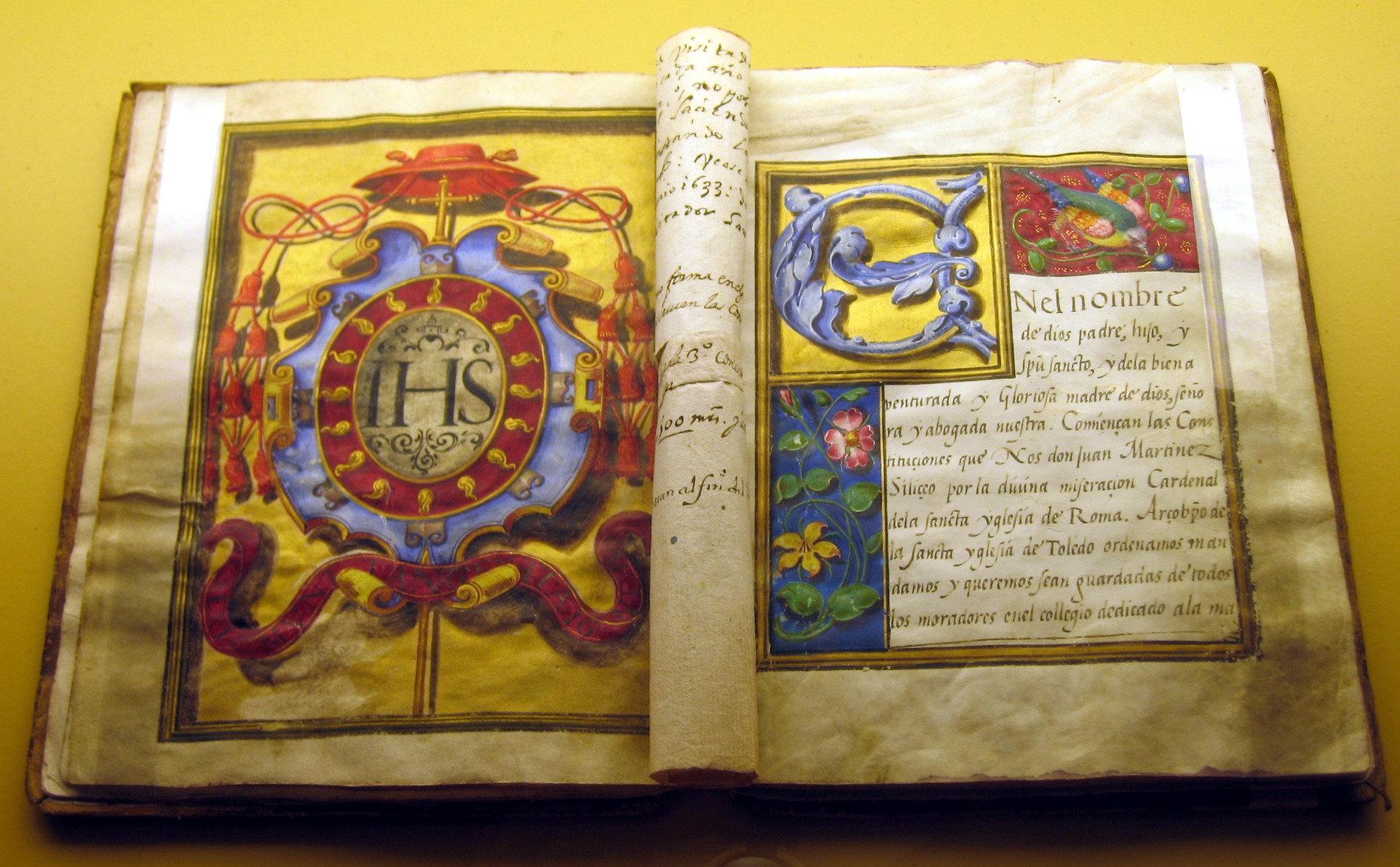
Constituciones del Colegio de Nuestra Señora de los Infantes, donades pel cardenal Juan Martínez Silíceo davant l'escrivà Diego de Barrasa el 9 de maig de 1557.

Durant el renaixement es produeix un fenomen a tot Europa que és l'expansió de la música religiosa més enllà dels monestirs, i convertint-se en una part important a l'Eucaristia. Cap al 1440, a Castella i Aragó arriben amb força les peces polifòniques vocals. La música instrumental tindrà l'orgue com a protagonista, que en poc temps tindrà el seu espai en les catedrals i les esglésies arxiprestals.
Dels orgues de la catedral de Toledo el més important és l'anomenat Órgano del Emperador, ubicat al creuer de la catedral. Hi ha també tres orgues més: el General (segle XX), el d'Echevarria i el de Verdalonga, situats al cor. El cardenal Cisneros, aprofitant la construcció de la Capilla Mozárabe, on es realitzava el ritu mossàrab amb la seva pròpia música, hi va afegir un altre orgue. També es troben d'altres instruments a la resta de capelles importants: la de los Reyes Viejos, la de la Virgen del Sagrario, la de San Pedro i la de los Reyes Nuevos; aquesta darrera disposa de dos orgues.
No solament l'orgue va ser important. Amb el pas dels anys es van introduir instruments de vent –xeremies, flautes i sacabutxos–, arpes i d'altres instruments de corda –com la viola da braccio–, que servien per acompanyar la música vocal. Amb la creació de la Capilla de Música durant del segle xvi i segle xvii s'incorporaria l'oboè i el contrabaix, que substituirien la xeremia i el sacabutx.
Els «Seises» (Escolans) o Escolania de la catedral va ser creada pel Cardenal Silíceo com a grup vocal. El 22 de juliol de 1552, per als nois va fundar el Colegio de Nuestra Señora de los Infantes, tot i que al segle xii ja s'esmentava l'existència de mossos que cantaven durant els actes litúrgics. Van ser i són el Cor de la catedral i el de la Capella de Música. A la seva acta constitucional del segle xvi ja es descriu la seva vestimenta, vermella, que mantenen encara actualment amb sobrepellís blanc. En el col·legi convivien, en general, els mestres de capella i d'altres professors al costat dels nens. Amb aquesta convivència s'assegurava la formació i, també durant una època, la seva incorporació a la Reial Universitat de Toledo.
Entre els mestres de capella de la catedral destaquen: Jaume Casellas, Matías Durango de los Arcos, Alonso Lobo, Joan Bonet de Paredes, Andrés de Torrentes, Miguel de Ambiela, Ginés de Boluda, Francesc Juncà i Carol i, especialment, Cristóbal de Morales, que havia treballat a la Capella Sixtina de Roma i que va arribar a compondre 21 misses i més de 70 motets.
La influència de la música de la catedral de Toledo va ser decisiva en el desenvolupament de la música religiosa espanyola. No solament pel que fa al cant mossàrab, sinó també perquè es varen formar mestres de capella que després van marxar a altres diòcesis –com Sevilla o Jaén–, o escolans que destacarien en els cors d'altres catedrals. També en el camp de la composició, es crearen variacions sobre el cant gregorià en la forma que es coneix com a Cantus Eugenianus, Cantus Melodicus o Vulgo Melodia, formes pròpies dels mestres de música de la catedral. Es té notícia de fins a divuit mestres, i la seva figura desapareix amb el Concordat de 1851. Les seves composicions es conserven principalment a la biblioteca de la catedral.